# Cultura de l'Índia

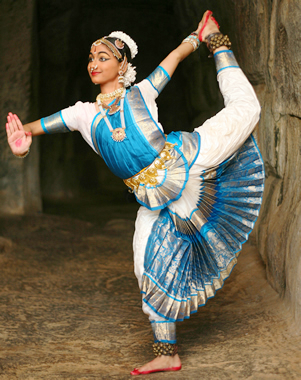
El bharatanatyam, una forma de dansa clàssica de l'Índia

La cultura de l'Índia és l'estil de vida de la gent de l'Índia. Les llengües, les religions, la dansa, la música, l'arquitectura, la gastronomia i les tradicions varien segons la regió del país. La cultura índia pot ser compresa com una amalgama de moltes subcultures diverses disseminades sobre tot el subcontinent indi i tradicions que es remunten a diversos mil·lennis. Molts elements de les diverses cultures de l'Índia, com les religions, el ioga i la gastronomia, s'han estès amb força arreu del món.

## Religions

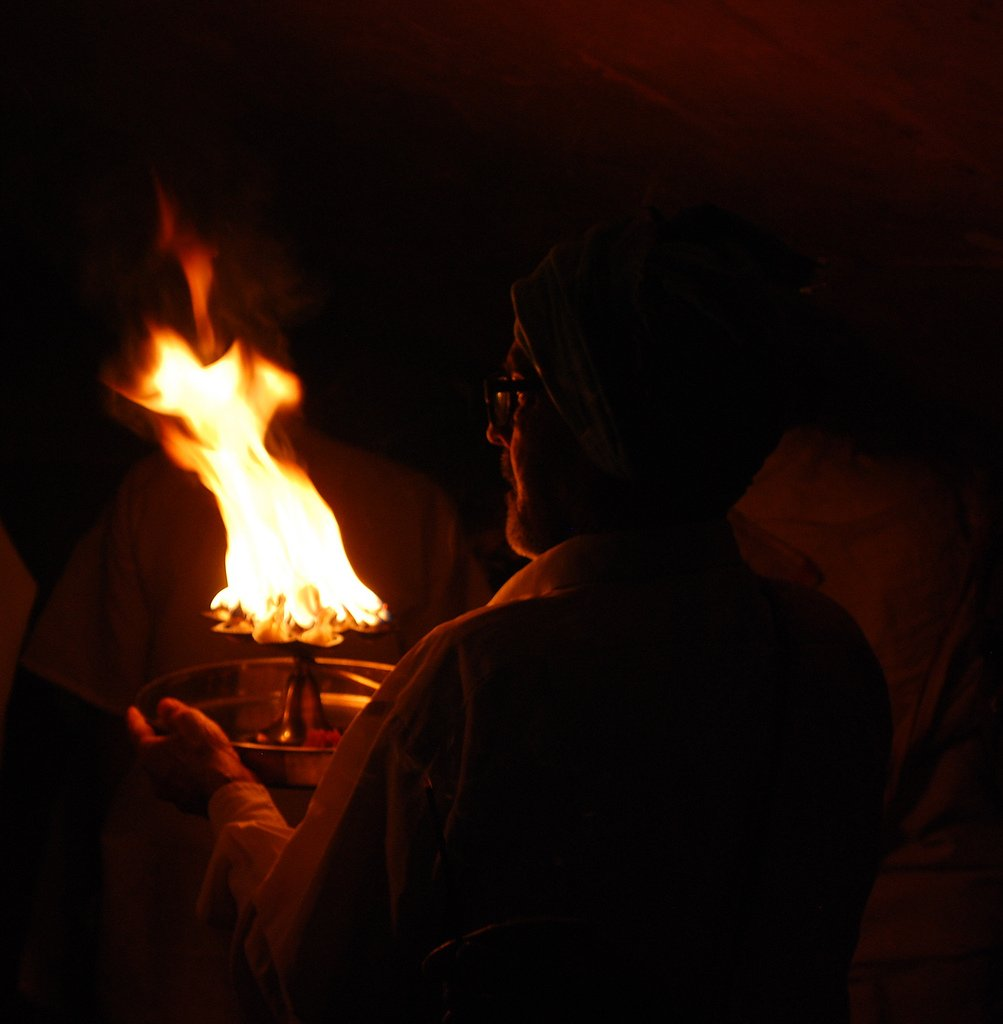
Ritual Aarti en el culte hindú

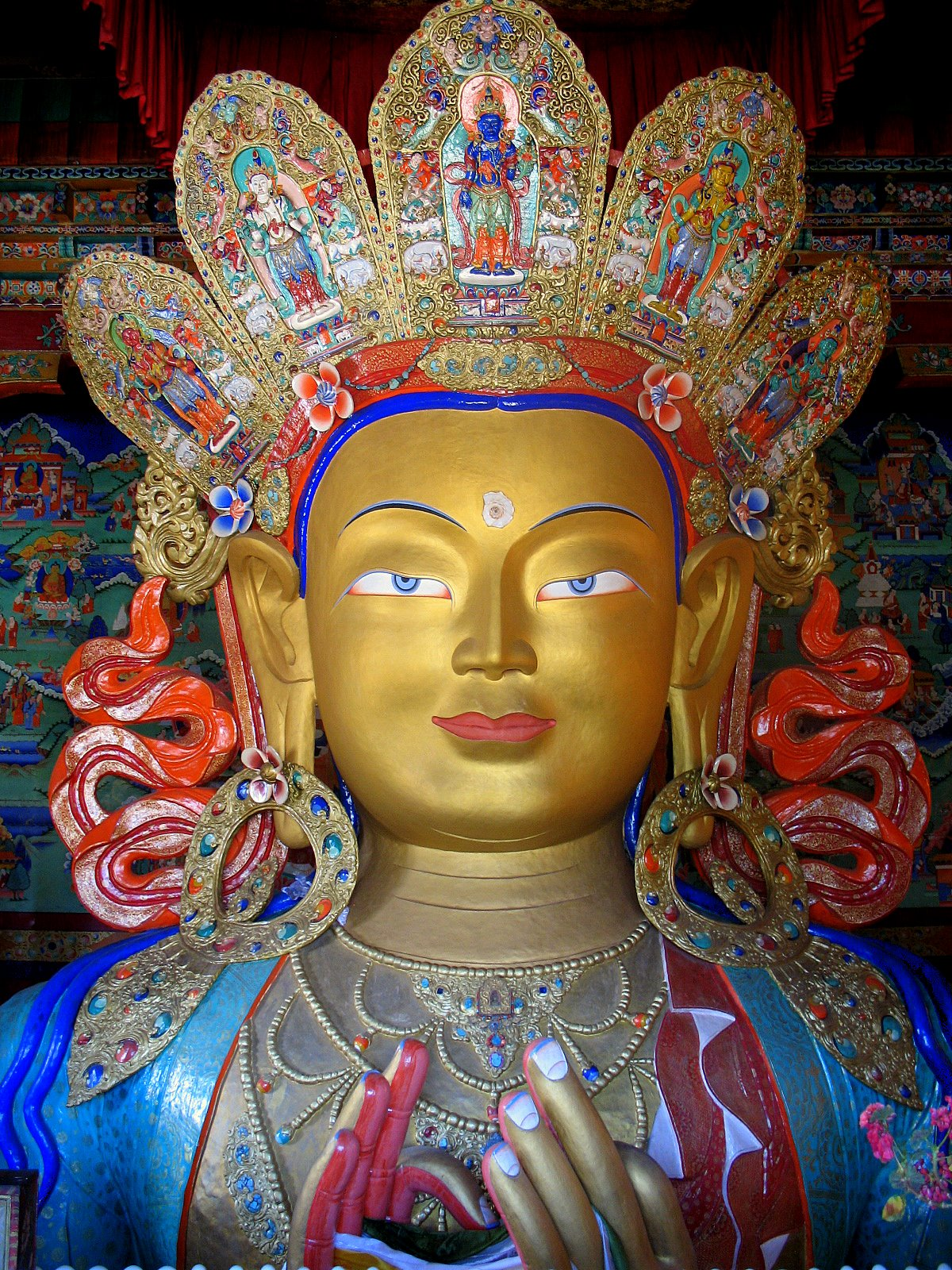
Primer pla d'una estàtua representant Maitreya al monestir de Thikse, a Ladakh, India.

L'Índia és el lloc on van sorgir l'hinduisme, el budisme, el jainisme i el sikhisme, anomenades col·lectivament religions de l'Índia. Aquestes religions formen un conjunt de religions talment com ho fan, per exemple, les abrahàmiques. Actualment, l'hinduisme i el budisme són la tercera i quarta religió del món respectivament, amb més de 2 mil milions de seguidors en conjunt, possiblement 2,5 o 2,6 mil milions de seguidors.
Índia és un dels països amb més diversitat de religions del món, alguna de les quals impregnen d'una forma central la vida de les persones que les practiquen.
Segons un cens del 2001, un 80% de la gent religiosa a l'Índia practica l'hinduisme. L'islam el practica un 13% del total de la població; el cristianisme, el practiquen més de 23 milions de persones; el sikhisme, més de 19 milions de persones; el budisme, més de 8 milions i el jainisme prop de 4 milions.
El cristianisme, el zoroastrisme, el judaisme i el bahá'í també hi són influents, però en menor mesura. L'ateisme i els agnòstics també tenen influència visible a l'Índia, i en general hi ha tolerància respecte a totes les religions.
La religió hindú té moltes escoles diferents, cadascuna amb els seus valors únics. Per exemple, segons el Yogavasistha, un text sagrat de l'escola advaita de l'hinduisme, els valors dels éssers humans alliberats (en hindi: जीवन्मुक्ति) i autorealitzats poden ser resumits de la següent manera: «El plaer no el delecta; el dolor no el molesta. Encara que immers en accions mundanes, no té inclinació a cap objecte. De cares enfora està atrafegat, de cares endins està calmat. Se sent lliure de les limitacions de les escriptures, els costums, l'edat, la casta o el credo. És feliç, però la seva felicitat no depèn de res més. No se sent faltat, orgullós, inquiet, preocupat, depressiu ni eufòric. És ple de compassió i perdó, fins i tot amb aquells que li fan mal. Fa el correcte, independentment de les pressions. És pacient, perseverant, i sense cap impuresa al seu cor. No té falses il·lusions, no té ànsies de res. El seu sentit de la llibertat prové del seu esperit d'inquisició. Els fruits de la seva inquisició són la vitalitat, la intel·ligència, l'eficiència i la precisió. Té la companyia de les persones intel·ligents i cultes. Està content. »
Existeix, a l'Índia, un significant discurs històric sobre la noció, rellevància i existència i no-existència de Déu. Dharmakirti, per exemple, al segle vii, va escriure al Pramanavarttikam:

वेद प्रामाण्यं कस्य चित् कर्तृवादः स्नाने धर्मेच्छा जातिवादाव लेपः|

संतापारंभः पापहानाय चेति ध्वस्तप्रज्ञानां पञ्च लिङगानि जाड्ये||

Creure en el Veda com a norma (santa o divina), creure en un creador del món,

banyar-se en aigües sagrades per obtenir punya, tenir orgull (vanitat) sobre les accions d'un mateix,

fer penitència per absoldre's dels pecats,

són els cinc símptomes d'haver perdut la raó.

## Família i matrimoni

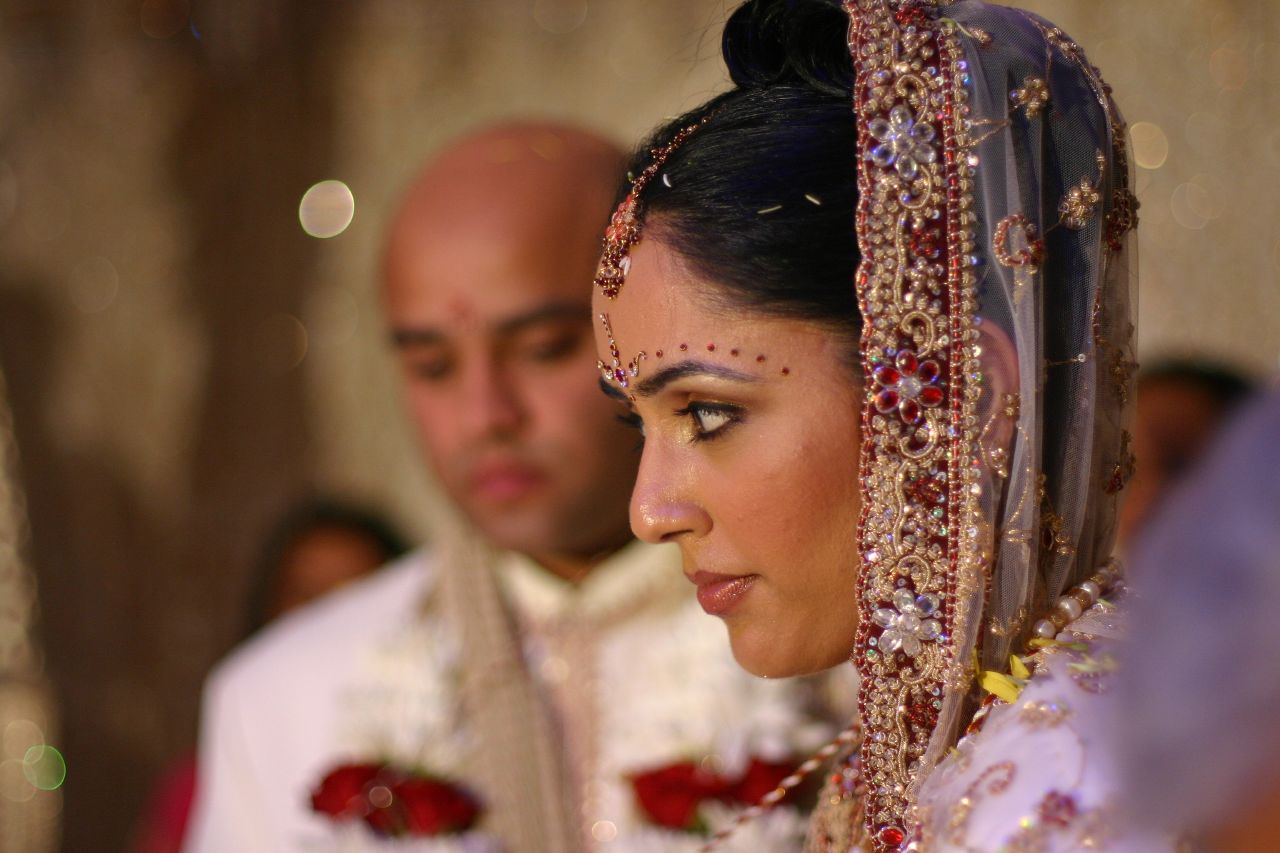
Una núvia durant un casament hindú a Panjab (Índia)

Durant generacions, a l'Índia hi ha prevalgut la tradició d'una sistema familiar en el qual hi conviuen membres estesos de la família: pares, fills, parelles dels fills, nets, parelles dels nets, etc. Normalment, en aquest sistema el rol de cap de la família pertany a l'home de més edat, el qual pren les decisions importants i estableix les normes.
En un estudi de 1966, Orenstein i Micklin analitzen la població i l'estructura de les famílies índies. L'estudi afirma que la mitjana del nombre de membres de les llars familiars índies va romandre similar entre 1911 i 1951. A partir de 1951, amb la urbanització i el desenvolupament econòmic, l'Índia ha sofert un canvi important pel que fa a l'estructura de les famílies, tendint a establir-se famílies menys nombroses pel que fa a membres estesos. Sinha, al seu llibre, després de revisar els nombrosos estudis sociològics fets sobre les famílies a l'Índia, destaca que, els últims 60 anys, la tendència cultural en la major part de les regions de l'Índia ha estat la d'un canvi accelerat de famílies esteses a famílies d'un tipus més nuclear, igual com a la resta del món. La família estesa tradicional a l'Índia, als 1990, suposa un tant per cent molt baix de totes les llars índies, i de mitjana amb una renda per capita menor. Sinha afirma que les famílies de tipus tradicional encara persisteixen en algunes regions i en certes condicions, en part degut a les tradicions culturals i en part degut a factors pràctics. Els joves de les classes socioeconòmiques més baixes tendeixen a passar més temps amb les seves famílies que no els joves de classes més altes degut a les diferències ideològiques de l'educació rural i urbana.

### Famílies arreglades

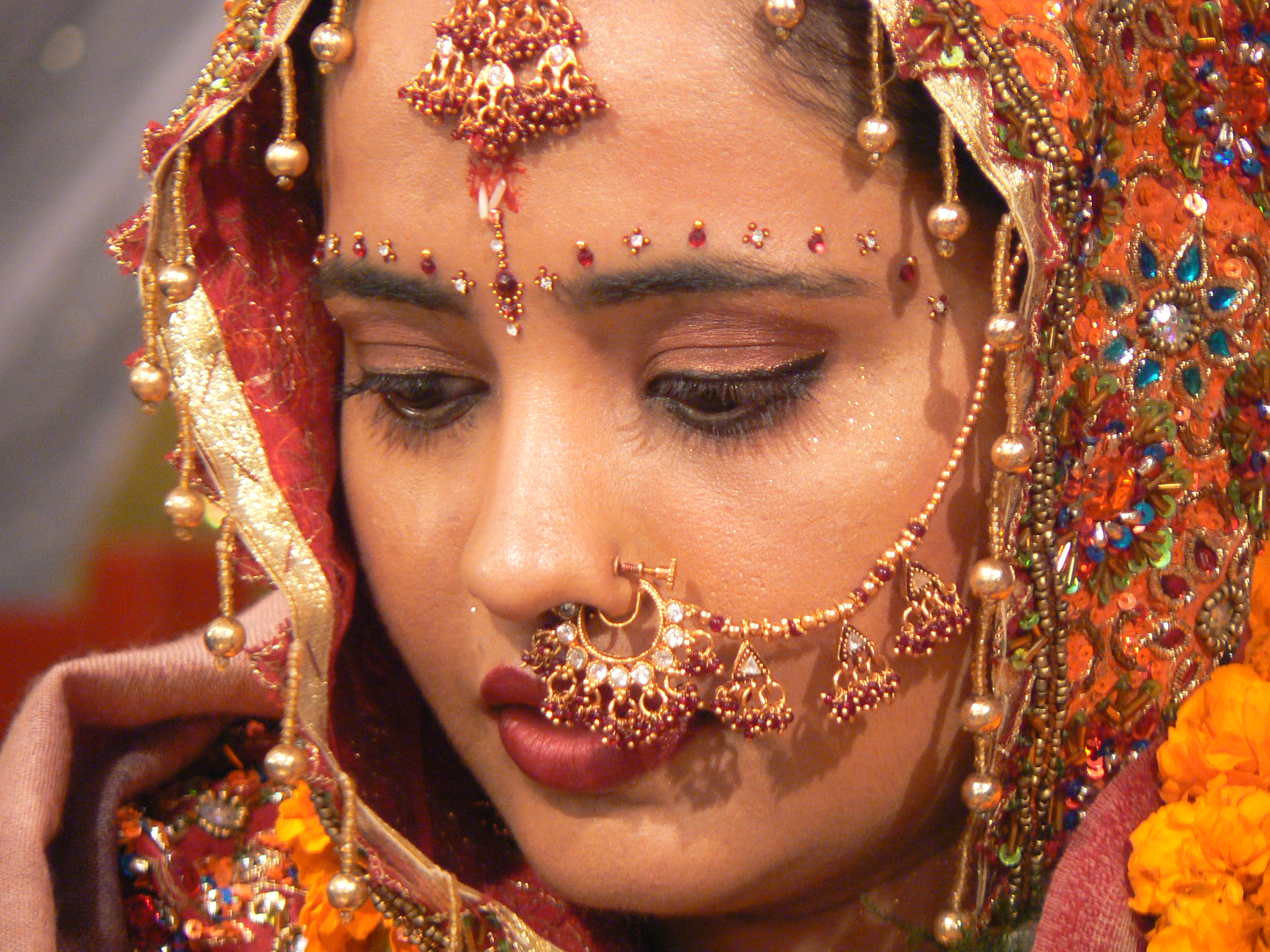
Una núvia índia.

Des de fa segles, la societat índia posseeix una tradició de matrimonis arreglats. Fins i tot actualment, la majoria d'indis tenen planificats el seu matrimoni pels seus pares i altres membres respectats de la família. En el passat, els indis es casaven ben joves. La mitjana d'edat del matrimoni en les dones ha augmentat fins als 21 anys, d'acord amb el Cens de l'Índia de 2011. El 2009, al voltant del 7% de les dones es casaven abans dels 18 anys.
En la majoria de casaments, la família de la núvia regala un dot al nuvi o a la família d'aquest. Tradicionalment, el dot era considerat la part que li corresponia a la núvia de la fortuna familiar, atès que una filla no tenia drets legals sobre les propietats de la seva família natal. A més, el dot incloïa valors transportables com ara joies i béns de la llar dels quals la núvia pogués disposar durant la seva vida. Històricament, en la majoria de les famílies les propietats familiars es transferien únicament per la línia d'hereus masculina. Des de 1956, les lleis índies tracten l'home i la dona en termes similars en temes relacionats amb l'herència en cas que no hi hagi testament legal del difunt. S'observa un augment de l'ús per part dels indis de testaments legals per definir les condicions de la successió; el 2004 aproximadament el 20% dels indis tenien testament.
A l'Índia, l'índex de divorci és baix — 1% comparat amb el 40% dels Estats Units. Les estadístiques, però, són limitades. No existeixen estudis rigorosos sobre el matrimoni a l'Índia, que capturin amb certa profunditat els comentaris d'ambdós cònjuges. Algunes mostren semblaven indicar que la temàtica dels matrimonis a l'Índia és similar a les tendències que s'observen a altres parts del món, i que els índexs de divorci tendeixen a augmentar. Els índex de divorci en zones urbanes són molt més elevats. A l'Índia, gairebé el 80% dels divorcis els inicien les dones.
Estudis recents mostren que a l'Índia hi ha una tendència que va en la direcció de mantenir els matrimonis arreglats encara que subjectes al consentiment (o poder de veto) dels futurs cònjuges. Banerji et al. recolliren informació en 41.554 llars de 33 estats i territoris de l'Índia el 2005. L'estudi va concloure que les tendències sobre el matrimoni a l'Índia són similars a les tendències observades al llarg dels últims 40 anys a la Xina, el Japó i altres països. L'estudi va permetre concloure que molt pocs matrimonis són arreglats sense el consentiment dels futurs esposos, i que la majoria dels matrimonis són arreglats amb consentiment. El percentatge de matrimonis acordats pels mateixos nuvis (els anomenats «matrimonis per amor») també es troba en ascens, particularment en les àrees urbanes.

### Rituals en el matrimoni

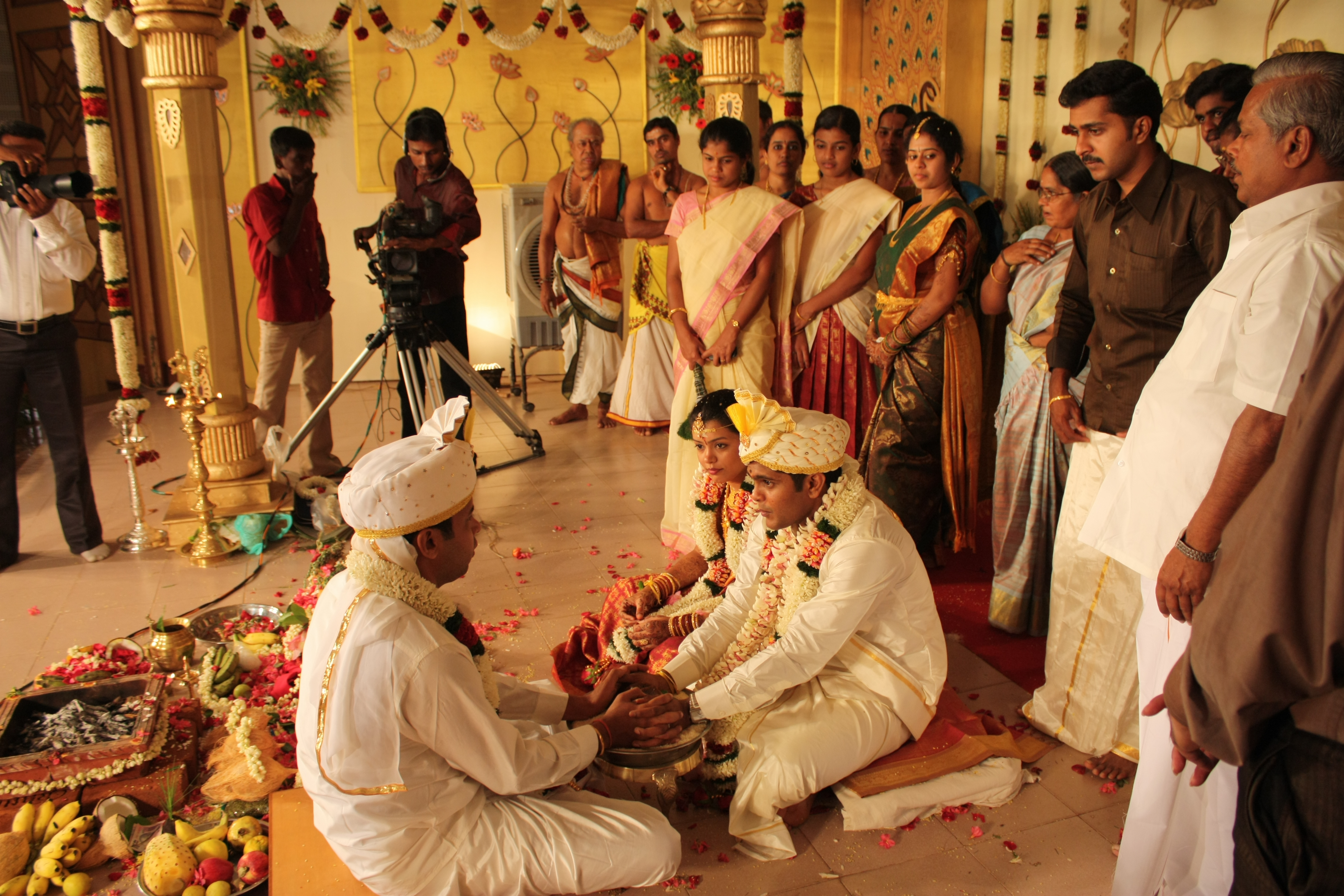
Un casament hindú. La núvia i el nuvi asseguts junts, rebent instruccions del sacerdot. El contenidor sagrat de foc (yajna kund) darrere del sacerdot.

Els casaments a l'Índia són tot un esdeveniment, ple de decoracions, colors, música, dansa, tradicions i rituals que depenen de la religió del nuvi i de la núvia, així com de les seves preferències. Se celebren uns 10 milions de casaments l'any, el 80% dels quals són casaments hindús.
Hi ha molts rituals festius en l'hinduisme, però cap de tan especial com el de casament (vivaha). Una família típica hindú posa molt d'esforç i es gasta molts diners per preparar i celebrar un casament. Els rituals i processos d'un casament hindú depenen de la regió de l'Índia, però n'hi ha alguns que són comuns: Kanyadaan, Panigrahana i Saptapadi, respectivament: l'alliberament de la núvia per part del seu pare, l'encaixada de mans prop del foc (que significa la unió imminent dels nuvis), i les set passes davant del foc incloent, cadascuna, promesa solemne mútua. Després de les set passes i dels vots matrimonials, es considera la parella casada legalment.
Els sikhs es casen mitjançant una cerimònia anomenada Anand Karaj. La parella camina al voltant del llibre sagrat, el Gurú Granth Sahib, quatre vegades. Els indis musulmans es casen celebrant la tradicional boda islàmica seguint els costums practicats de l'Orient Mitjà. El ritual inclou Nikah, pagament del dot matrimonial anomenat Mahr a la núvia per part del nuvi, firma del contracte matrimonial, i la recepció. Els matrimonis cristians segueixen els costums practicats en altres països d'Occident però amb algun toc indi.

## Salutacions
Namaste (en hindi), Juhar/Namaskar (en oriya), Namaskar, Swagatam (en marathi), Namaskara (en kanarès), Namaskaram (en telugu, malaiàlam), Vanakkam (en tàmil), Nomoshkaar (en bengalí), Nomoskar (en assamès) és una salutació típica quan la gent es troba o com a forma de comiat. El Namaskar és considerat una versió una mica més formal que Namaste però tots dos expressen un profund respecte. La salutació és utilitzada comunament a l'Índia i el Nepal per hinduistes, jainistes i budistes; molts continuen utilitzant-la fora del subcontinent indi. En la cultura índia i nepalesa, la paraula és escrita al començament de comunicacions escrites o orals. No obstant, el mateix gest amb les mans juntes es realitza de forma silenciosa en acomiadar-se o retirar-se. En sentit literal significa «m'inclino davant teu». L'expressió deriva del sànscrit (namah: «inclinar, submissió, salutació reverencial i respecte»; i te:«a tu»). En la majoria de les famílies índies, se'ls ensenya als joves i a les dones a sol·licitar la benedicció dels seus majors inclinant-se de forma reverencial davant d'aquests. Aquest costum es denomina pranāma.
Altres salutacions o benvingudes inclouen Jai Jagannath (en oriya), Ami Aschi (en bengalí), i Jai Shri Krishna (en gujarati), Ram Ram, i Sat Shri Akal (en punjabi, utilitzats pels practicants del sikhisme), Jai Jinendra, una benvinguda comunament utilitzada per la comunitat jainista, Jai Bhim, usada pels budistes conversos a Maharashtra, Nama Shivaya, Jai ambe, Jai Sri Ram, etc.
Aquestes salutacions poden obviar-se en el món dels negocis i a les zones més urbanes de l'Índia. L'encaixada de mans és una altra forma de salutació.

## Festivals

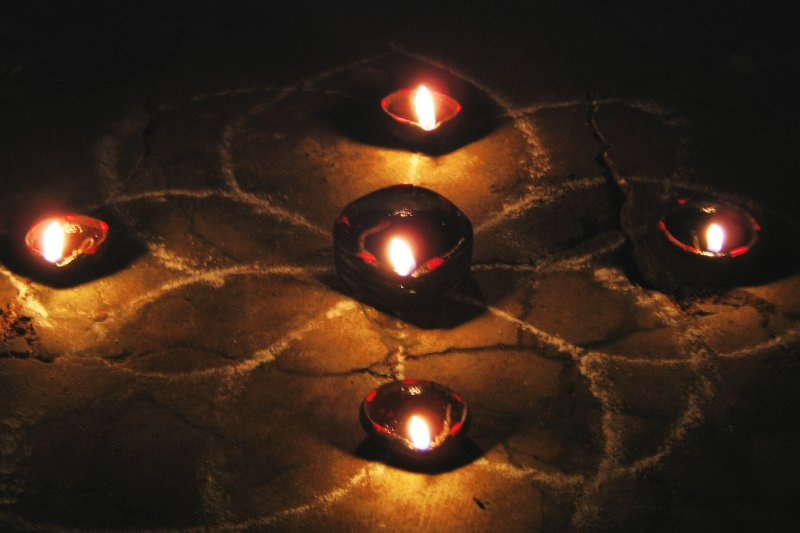
Donada la diversitat cultural de l'Índia, el nombre de festivals excedeix la quantitat de dies que hi ha en un any. Acompanyats amb petites llums, el festival Karthigai celebra la unió entre germanes i germans al sud de l'Índia. En altres regions, se celebren Bhaiya-Dhuj i Raakhi. Les germanes els desitgen als seus germans felicitat i els alimenten amb llaminadures, mentre que els germans les retribueixen amb regals i promeses de protegir-les.

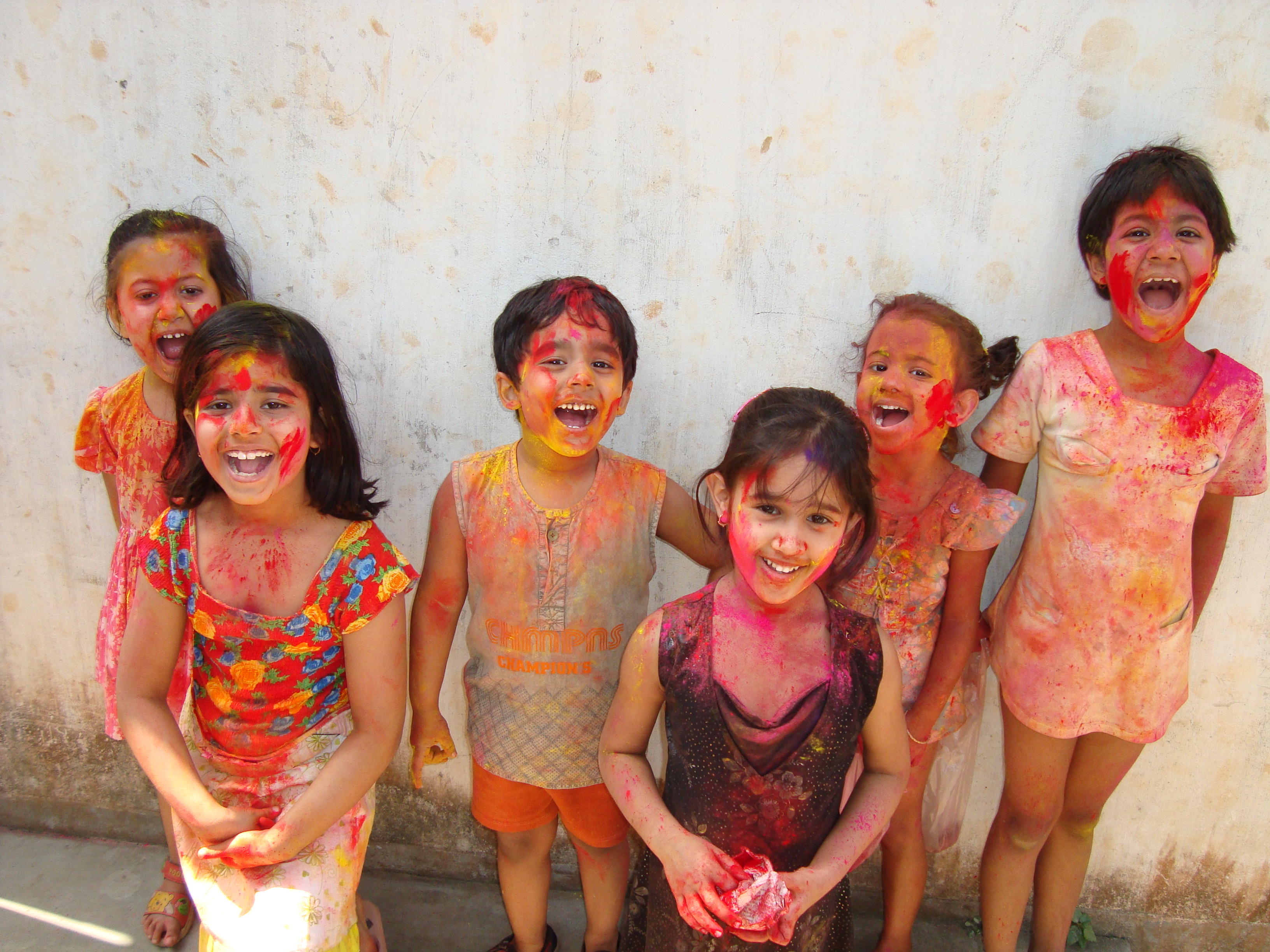
Nens gaudint i celebrant Holi, anomenat el «festival dels colors». És un dels festivals indis més importants, se celebra cada primavera. A la tardor, se celebra el gran festival de Diwali, que és el «festival de les llums».

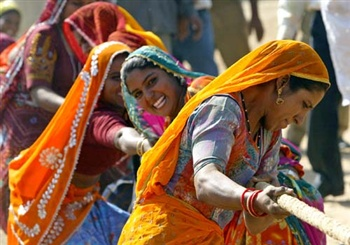
L'estira i afluixa, a la Fira Pushkar de Rajasthan.

Essent Índia una societat multicultural i multireligiosa, s'hi celebren festes i festivals de diverses religions. Els tres dies festius nacional de l'Índia, el dia de la Independència, el dia de la República i el Gandhi Jayanti, se celebren amb gran entusiasme a tot el país. A més, diverses regions i estats indis celebren altres festivals locals depenent de les religions i característiques lingüístiques prevalents. Entre els festivals religiosos més populars s'hi troben els festivals hindús Navratri, Diwali, Ganesh Chaturthi, Maha Shivratri, Durga puja, Holi, Ratha-Yatra, Ugadi, Rakshabandhan i Dussehra. Són també populars diversos festivals de collita tals com Sankranthi, Pongal, Raja sankaranti.
La festa de cap d'any a l'Índia se celebra a diverses parts del país a diferents èpoques de l'any. Els festivals són els següents: Ugadi, Bihu, Gudhi Padwa, Puthandu, Vishu i Vishuva Sankranti.
Certs festivals de l'Índia són celebrats per diverses religions. Alguns exemples destacats són Diwali, que és celebrat pels hinduistes, sikhs i jainistes, i Buddh Purnima, celebrat pels budistes. Els festivals sikhs, com ara Guru Nanak Jayanti, Baisakhi són celebrats amb gran fanfàrria per sikhs i hinduistes. El festival Dree afegeix colors a la cultura de l'Índia; és un dels festivals tribals de l'Índia que és celebrat pels Apatanis de la vall de Ziro d'Arunachal Pradesh, que és l'estat a l'extrem est de l'Índia.
L'Islam és la segona religió amb més nombre d'adherents a l'Índia amb més de 135 milions de musulmans. Els festivals islàmics que s'observen i que es declaren festa pública a l'Índia són; Eid ul Fitr, Eid ul Adha-(Bakr Eid), Milad un Nabi, Muharram i Shab-i-Barat. Alguns dels estats indis han declarat festa regional per a certs festivals populars regionals; com ara Arba'een, Jumu'ah-tul-wida i Shab-i-Qadar.
La cristiana és la tercera religió a l'Índia. Amb més de 23 milions de cristians, dels quals 17 milions són catòlics romans, Índia festeja nombrosos festivals cristians. El país celebra Nadal i Divendres Sant amb dies festius.
Les fires regionals són molt comunes i festives a l'Índia. Per exemple, la fira de Pushkar és un dels més grans mercats de camells del món i Sonepur mela és la major fira ramadera d'Àsia.

## Animals

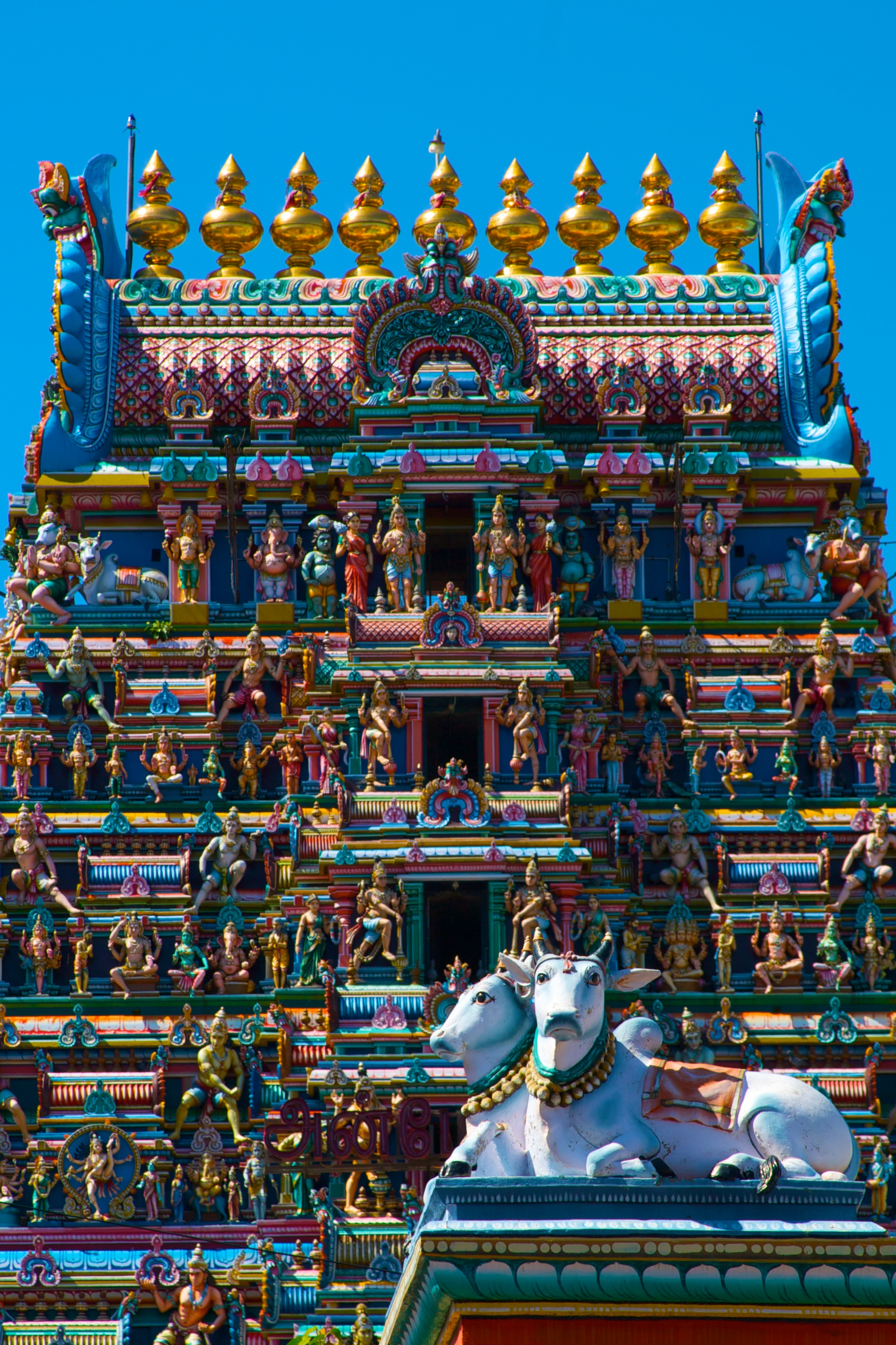
Vaques representades en la decorada gopuram del temple de Kapaleeshwarar a Chennai.

La variada i rica fauna ha tingut un profund impacte a la cultura popular de l'Índia. Per exemple, el mot anglès Wilderness (erm, selva) a l'Índia es diu Jungle, el qual va ser adoptat a la llengua anglesa pels colonialistes britànics. El mot s'ha fet famós gràcies a llibres com The Jungle Book, de Rudyard Kipling. La fauna índia ha estat subjecte de nombrosos contes i faules tals com Panchatantra o Jataka tales.
En l'hinduisme, la vaca és símbol d'ahimsa (no-violència), deessa mare i portadora de bona fortuna i riquesa. Per aquesta raó la vaca és venerada en la cultura hindú i alimentar una vaca és vist com un acte de culte.
Fins al 2012, el tema de les vaques ha dividit l'Índia. Alguns estats han fet lleis per protegir les vaques, mentre que altres estats permeten la producció i el consum de carn de vaca sense restriccions. Alguns grups s'oposen a aquesta pràctica, mentre que altres són vehements en defensar el dret de menjar la carn que hom vulgui segons els gustos de cadascú en una democràcia. Madhya Pradesh va promulgar una llei el gener de 2012, anomenada llei de Gau-Vansh Vadh Pratishedh (Sanshodhan), que determina que la producció de carn de vaca és una ofensa seriosa. Gujarat, un estat a l'oest del país, té la llei de Preservació dels animals, promulgada l'octubre de 2011, la qual prohibeix la matança de vaques així com la compra-venda i el transport de carn de vaca. En contrast, Odisha i Andhra Pradesh permeten la producció de carn de bestiar boví amb certificat especial. En els estats de West Bengal i Kerala, la consumició de carn de vaca no és vista com una ofensa. Contràriament als estereotips, un gran nombre d'hindús mengen carn de vaca, i molts afirmen que els seus textos sagrats no prohibeixen la seva consumició. En l'estat del sud Kerala, per exemple, la carn de vaca suposa gairebé la meitat de tota la carn consumida per totes les comunitats, inclosa l'hindú. Els sociòlegs teoritzen que aquesta pràctica s'ha estès perquè la carn de vaca és molt més barata que la carn de xai o de pollastre per a la gent pobra, gairebé la meitat de barata. De fet, Índia és un dels cinc països més productors i consumidors de carn de bestiar boví del món.

## Gastronomia

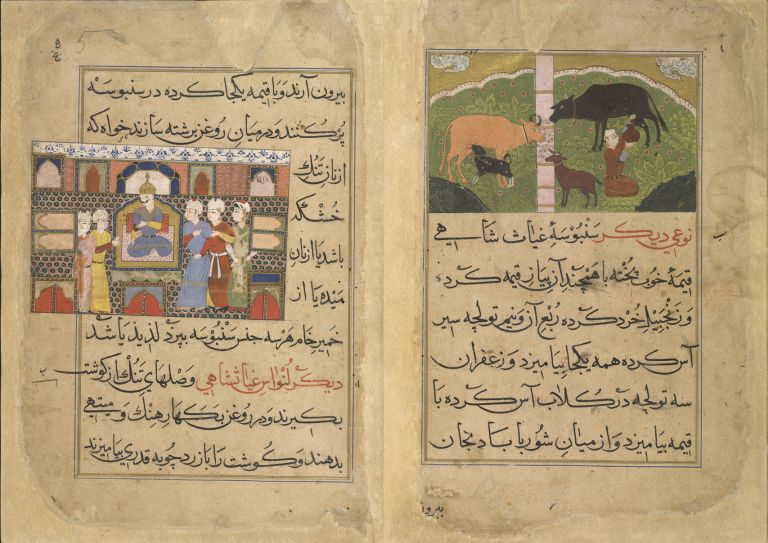
Nimmatnama-i Nasiruddin-Shahi (El llibre de les receptes), escrit cap a l'any 1500, explica l'art de preparar Kheer, unes postres a base de llet: Seleccioneu les vaques acuradament; per obtenir llet de bona qualitat, presteu atenció a què mengen les vaques; doneu-los canyes de sucre per menjar; utilitzeu aquesta llet per preparar el millor Kheer.

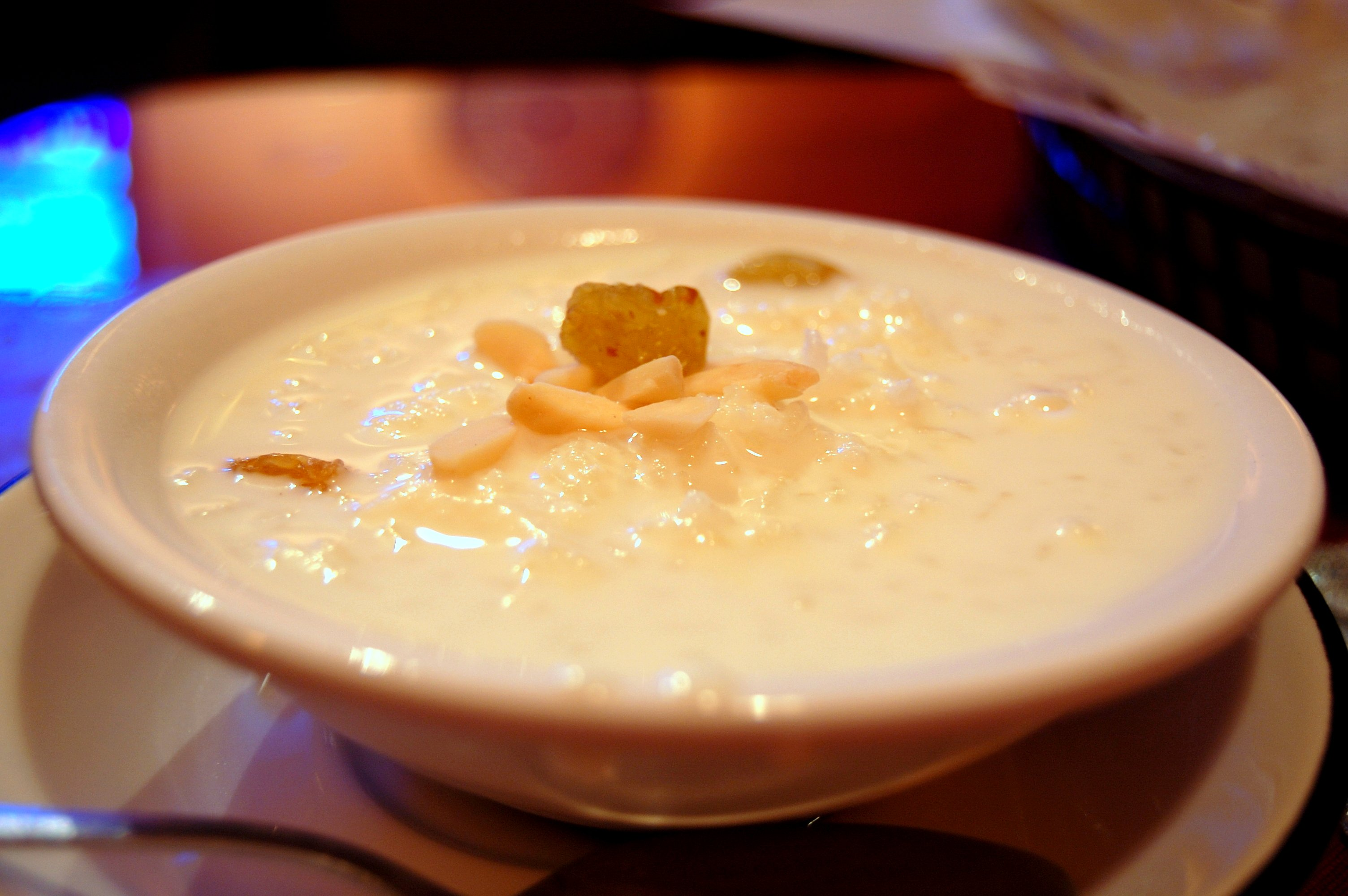
Kheer és un plat dolç tradicional indi.

El menjar a l'Índia és tan divers com l'Índia mateixa. Els preparats utilitzen nombrosos ingredients, presenten una gran varietat d'estils de preparació d'aliments, tècniques de cocció i presentacions. Des d'amanides a salses, des de plats vegetarians a carns, passant de les espècies als sabors subtils, i dels pans a les postres, la gastronomia índia és complexa. Harold McGee, un destacat xef, afirma que «des de la inventiva que mostra en l'ús de la llet com a ingredient principal, cap país pot competir amb l'Índia».
| «                                                               | «Jo viatjo a l'Índia de tres a quatre vegades a l'any. Sempre és una experiència inspiradora. Hi ha tant per aprendre a l'Índia perquè cada estat és un país en si mateix i cadascun posseeix les seves pròpies tradicions culinàries. Hi ha moltes coses per aprendre de les diverses gastronomies - em meravello. Deixo la meva ment oberta i m'agrada explorar llocs diferents i escollir diferents influències mentre em desplaço. […] El menjar índi és cosmopolita i posseeix moltíssims ingredients. No crec que hi hagi una altra cuina al món que posseeixi tantes influències com posseeix la de l'Índia. És un tipus de gastronomia molt rica i molt variada. Cada regió del món té el seu propi enteniment sobre com s'ha de comprendre la cuina índia.» | » |
| — Atul Kochhar, el primer indi en rebre dues estrelles Michelin | |   |

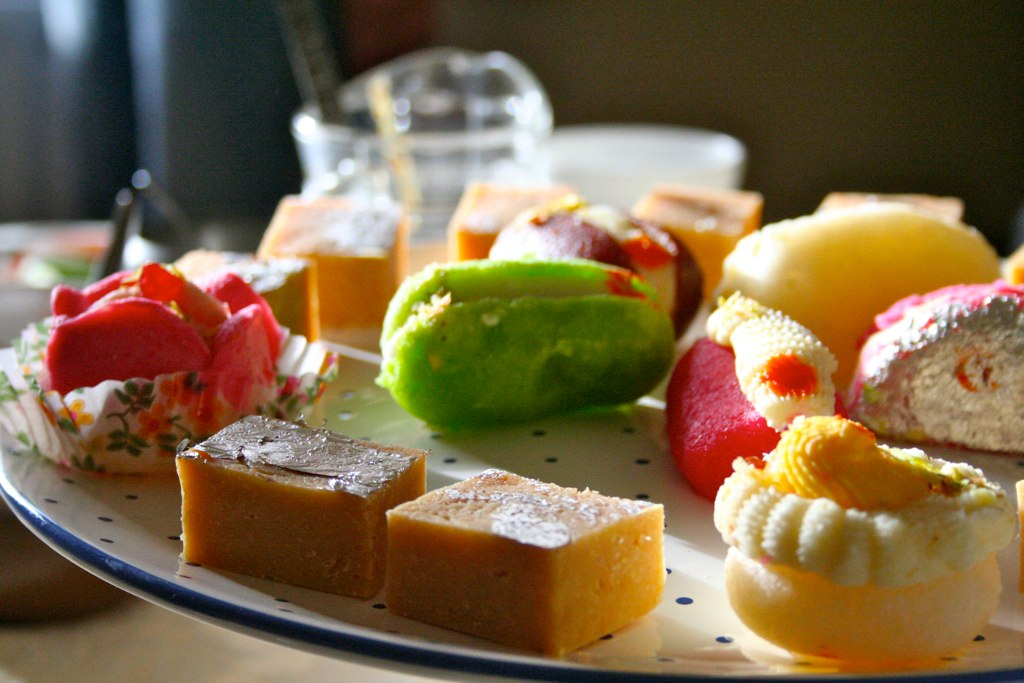
Algunes postres de l'Índia d'entre les centenars de varietats que existeixen. En certes regions de l'Índia són denominats mithai, o dolços. El sucre i les postres posseeixen una llarga història a l'Índia: cap al 500 a. C., els pobles de l'Índia havien desenvolupat la tecnologia per produir cristalls de sucre. En l'idioma local, aquests cristalls eren denominats khanda, que és la font de la paraula candy ('llaminadura', en anglès).

Segons Sanjeev Kapoor, membre de l'equip culinari internacional de Singapore Airlines, el menjar indi ha estat des de fa molt de temps una expressió de la gastronomia mundial. Kappor afirma: «Si hom mira enrere en la història de l'Índia i estudia el menjar que menjaven els nostres avantpassats, hom descobrirà quina atenció hi posaven a l'hora de preparar i cuinar el menjar. Cada plat es cuinava amb gran atenció per donar-li una textura i un gust únics». Un constància escrita d'això és el mānasollāsa, (मानसोल्लास, en sànscrit «El plaer de la ment»), escrit el segle xii. El llibre descriu la necessitat de canviar la cuina i el menjar segons l'estació de l'any, diversos mètodes de cuina, la millor combinació de sabors, l'experimentació amb diversos menjars, la planificació i l'estil de la preparació culinària, etc.
La cuina índia varia segons la regió, reflectint així la seva diversitat cultural i la variada demografia del país. En general, la cuina índia es pot classificar en cinc categories diferents: la del nord, la del sud, la de l'est, la de l'oest i la del nord-est. La diversitat de la cuina índia es caracteritza per la diferent manera de tractar les espècies i les herbes i una gran quantitat de receptes i tècniques culinàries. Encara que una bona part del menjar indi és vegetal, molts plats inclouen carn de pollastre, de cabra, de vaca, de búfal, de xai, peix, etc. Els menjars amb peix són comuns als estats de l'est del país, sobretot a Bengala Occidental.
Tot i aquesta diversitat, cada vegada més s'utilitzen els mateixos ingredients en els diferents plats. Diversos usos de les espècies són una part fonamental de certes preparacions de menjars, i s'utilitzen per augmentar el gust del plat i crear uns sabors i aromes únics. La cuina índia ha rebut influències de diversos grups culturals que han entrat al país al llarg de la història, com els perses, els mogols o els colonialistes europeus.
La cuina índia és una de les més populars del món. En la majoria de restaurants indis fora de l'Índia, els menús no inclouen la gran varietat culinària índia disponible. Els plats típics de Punjabi solen ser els més servits.
Històricament, les espècies i herbes índies eren un dels elements més apreciats en el mercat internacional. El comerç d'espècies entre l'Índia i Europa el van arribar a dominar els comerciants àrabs de tal manera que els exploradors europeus, tals com Vasco de Gama o Cristòfor Colom, van disposar-se a buscar nous camins comercials amb l'Índia, iniciant-se d'aquesta manera l'Era de l'exploració. La popularitat del curri, que es va originar a l'Índia, sovint se l'anomena a l'Àsia amb el nom de plat pan-asiàtic.
La cuina regional índia continua evolucionant. La fusió de mètodes culinaris de l'est d'Àsia i d'Occident amb cuines tradicionals, juntament amb adaptacions regionals de menjars ràpids, és un fet comú en les ciutats més grans de l'Índia.

## Indumentària

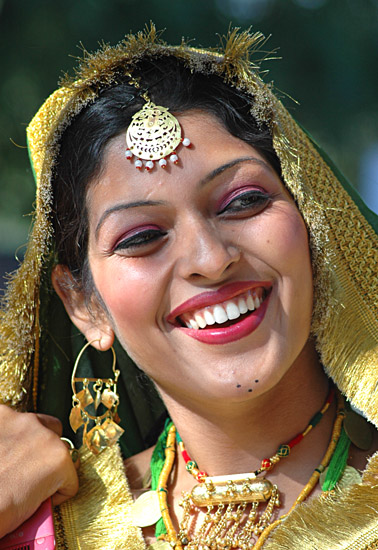
Dona punjabi vestida de manera tradicional per al festival 'Teej'.

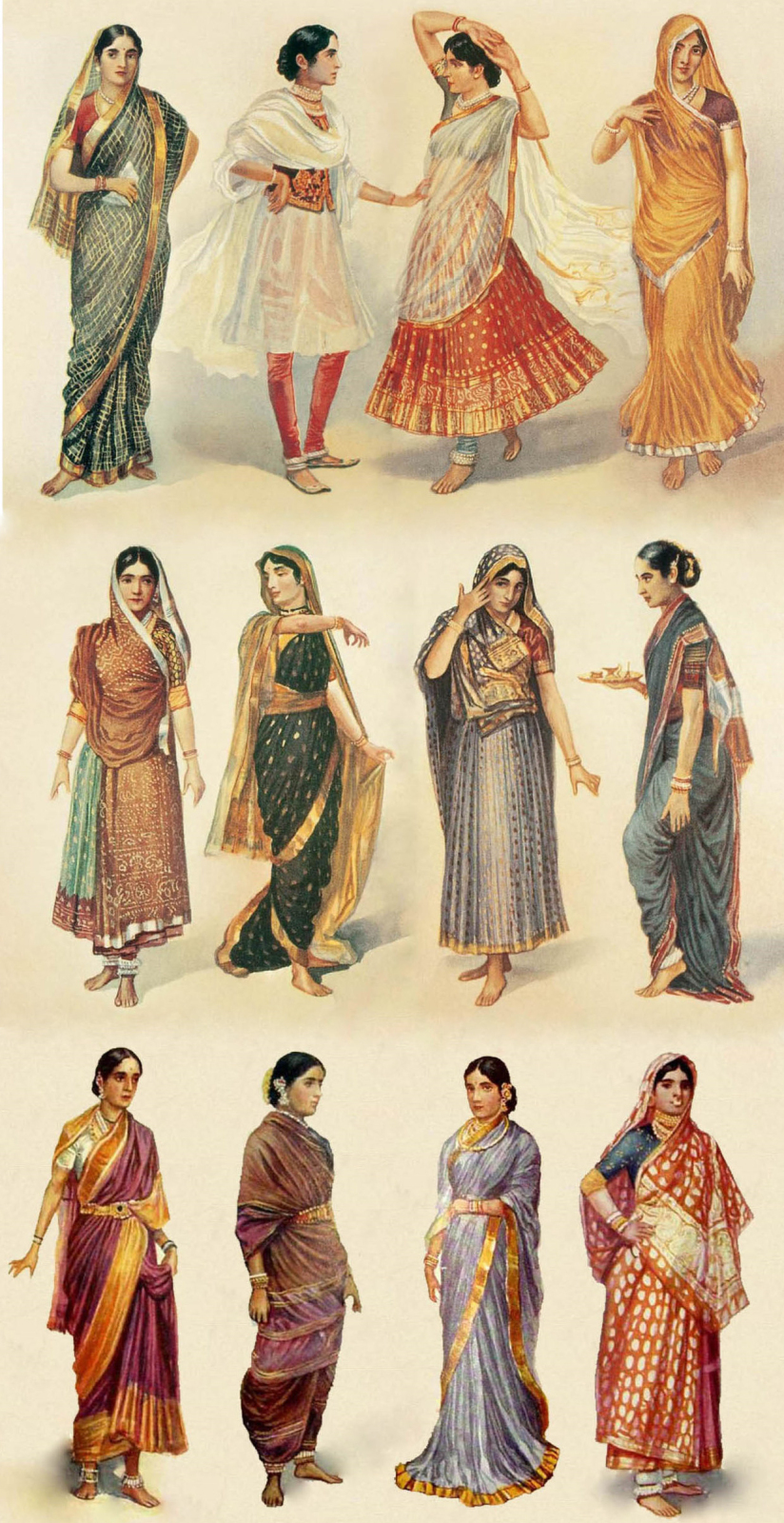
Il·lustració de diferents estils de sari i vestimentes de les dones de l'Índia.

Tradicionalment, la indumentària a l'Índia varia de manera significativa entre les diferents parts del país, i es troba influenciada per la cultura local, geografia, clima i establiments urbans o rurals. Els estils populars d'indumentàries inclouen vestits drapejats com ara el sari de les dones i el dhoti o lungi dels homes. Les indumentàries cosides són també populars, com ara el churidar o salwa-kameez de les dones, amb el dupatta (bufanda llarga) sobre les espatlles completant el conjunt. El Salwa és en general de dimensions folgades, mentre que el churidar posseeix un tall més ajustat. Per als homes, les versions cosides inclouen pantalons tipus pijama amb kurtas i pantalons estil europeu i camises. En els centres urbans, sovint les persones fan servir texans, pantalons, camises, vestits, kurta i una varietat d'altres dissenys.
En llocs públics i religiosos, l'etiqueta de vestimenta índia evita l'exposició de la pell i vestir robes transparents o ajustades. La majoria de les indumentàries índies estan confeccionades amb cotó, la qual cosa és ideal considerant el clima càlid de l'Índia. Atès que el clima de l'Índia és calorós i plujós, la majoria dels indis usen sandàlies.
Les dones índies completen el seu sentit de moda i seducció amb maquillatge i ornaments. Són comunes les peces de joieria tals com el bindi, mehendi, cèrcols i polseres. En ocasions especials, com ara cerimònies matrimonials i festivals, les dones es vesteixen amb colors cridaners amb diversos ornaments d'or, plata o altres pedres i gemmes regionals.
Sovint el bindi és una part essencial de la decoració d'una dona hinduista. El bindi és un punt de color al front, considerat per algunes persones una marca auspiciosa. Tradicionalment, el bindi vermell era utilitzat només per les dones hinduistes casades, i el bindi acolorit era utilitzat per les dones solteres, però en l'actualitat tots els colors i reflexos s'han incorporat a la moda femenina. Algunes dones s'adornen amb el sindur - una pols tradicionalment de color vermell o taronja-vermellós col·locat al cap en la línia del pentinat (en certes zones és denominat mang). S'anomena sindur la marca tradicional de les dones hinduistes casades. Les dones hinduistes solteres no en porten, com tampoc les més de 100 milions de dones índies que practiquen religions diferents de la hinduista i agnòstiques o atees que poden estar casades.
Els estils d'indumentària a l'Índia han evolucionat de manera contínua al llarg de la història del país. Els textos Veda antics esmenten vestimentes confeccionades amb escorces i fulles (denominat phataka). El Rig-veda (del segle xv aC) esmenta indumentàries tenyides i brodades (denominades paridhan i peses respectivament) i, per tant, mostra el desenvolupament de sofisticades tècniques de confecció durant l'era vèdica. Al segle v aC, l'historiador grec Heròdot descriu la riquesa de la qualitat de les vestimentes índies de cotó. Cap al segle ii, mussolines fabricades al sud de l'Índia eren importades per l'Imperi Romà i les teles de seda eren una de les principals exportacions de l'antiga Índia juntament amb les espècies. Les indumentàries confeccionades mitjançant costures es van desenvolupar a l'Índia abans del segle x i es van popularitzar al segle xv durant la penetració musulmana a l'Índia. Els estils de vestiments drapejats van romandre, sent populars entre la població hinduista mentre que els musulmans van adoptar en major mesura les peces confeccionades.
Durant el Raj britànic, la gran indústria de vestimentes i artesanies de l'Índia va quedar paralitzada per permetre l'entrada dels gèneres britànics. Mahatma Gandhi, líder del moviment independentista de l'Índia, va tenir èxit en promocionar el que va denominar vestimenta khadi (vestits de colors clars fabricats amb tèxtils filats a mà) per tal de disminuir la dependència del poble indi dels béns industrials britànics. Els anys vuitanta van destacar per una marcada i àmpliament difosa modificació de les modes de les vestimentes índies, que es va caracteritzar per un gran creixement de les escoles de moda a l'Índia, augment significatiu de la participació de la dona en la indústria de la moda i canvi en les actituds índies respecte al multiculturalisme. Aquests desenvolupaments han exercit un paper important en la fusió dels estils de vestimentes índies i occidentals.

## Idiomes i literatura
A causa de la seva diversitat regional, el gran nombre d'idiomes existents a l'Índia ha provocat l'aparició de diferents cultures. Segons el cens de l'Índia de l'any 2011, existeixen 30 idiomes parlats com a llengua materna per més d'1 milió de persones, i 122 idiomes parlats per grups de 10.000 o més persones.
La gran majoria d'aquests idiomes procedeixen de dues famílies lingüístiques fonamentals: la branca dravídica i la branca indoaria, la primera concentrada a la zona del sud i la segona més present en el nord. La Constitució de l'Índia estipula que l'hindi i l'anglès són els idiomes oficials del Govern nacional.
Són també oficials un total de 22 idiomes, utilitzats bàsicament pels governs regionals. El sànscrit és la llengua clàssica de l'Índia i el sud-est d'Àsia, i posseeix la mateixa rellevància que el llatí o grec a Europa. El sànscrit és objecte d'estudi, fins i tot al Japó i al món occidental, per la seva importància cultural i religiosa. L'idioma clàssic de la família dravídica és l'antic idioma tàmil. El nombre de parlants tant d'idiomes oficials a nivell local com de dialectes es compta per milions a les seves regions d'origen.
Segons els censos de 2001 i 2011 de l'Índia, l'hindi és la llengua més parlada del país, seguida pels idiomes bengalí, telugu, marathi, tàmil i urdu.

### Història de les llengües de l'Índia
| «                         | L'idioma sànscrit, sigui quina sigui la seva antiguitat, posseeix una estructura exquisida; més perfecta que la del grec, més abundant que la del llatí, i més exquisidament refinada que la de tots dos. No obstant això posseeix amb tots dos idiomes una gran afinitat, tant en les arrels dels verbs com en les formes de la gramàtica, que el que pogués ser factible es degui a un mer accident; tan forta és aquesta afinitat, que un estudiós que els examinés tots tres, no podria sinó concloure que provenen d'alguna font comuna, la qual potser ja no existeixi; hi ha una raó similar, encara que potser no tan forta, per suposar que tant el gòtic com el celta, si bé barrejats amb un idioma molt diferent, van tenir el mateix origen que el sànscrit. | » |
| — Sir William Jones, 1786 | |   |

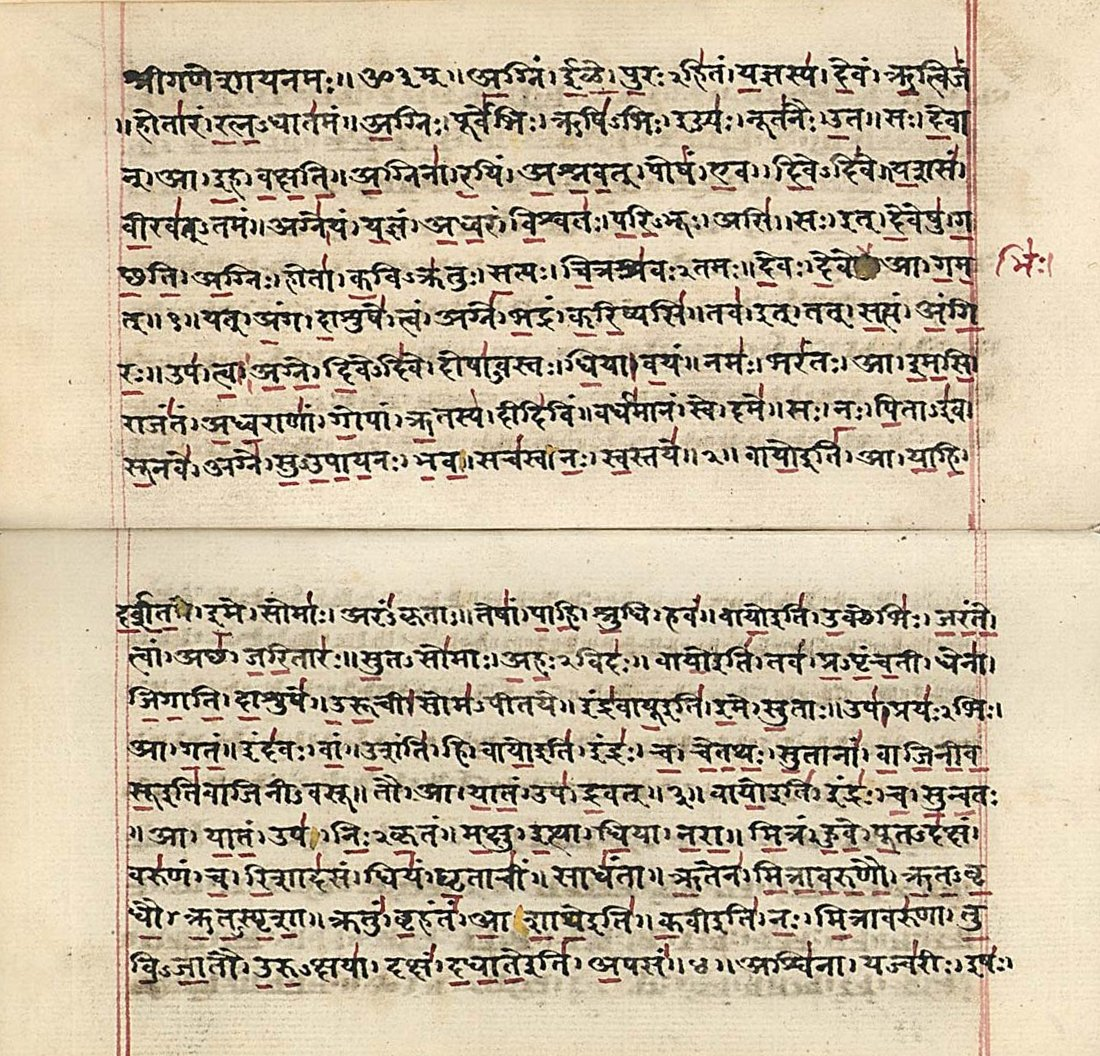
Rigveda (Padapatha) manuscrit en lletra devanagari, començament del. Després d'una invocació de l'escriba (śrīgaṇéśāyanamaḥ; Aum (3);), la primera línia posseeix les paraules introductòries del Rig-veda 1.1.1 (agniṃ; ILE; puraḥ-Hitam; yajñasya; devaṃ; ṛtvijaṃ). L'accent vèdic es troba marcat mitjançant subratllats i sobreratllats verticals en vermell.

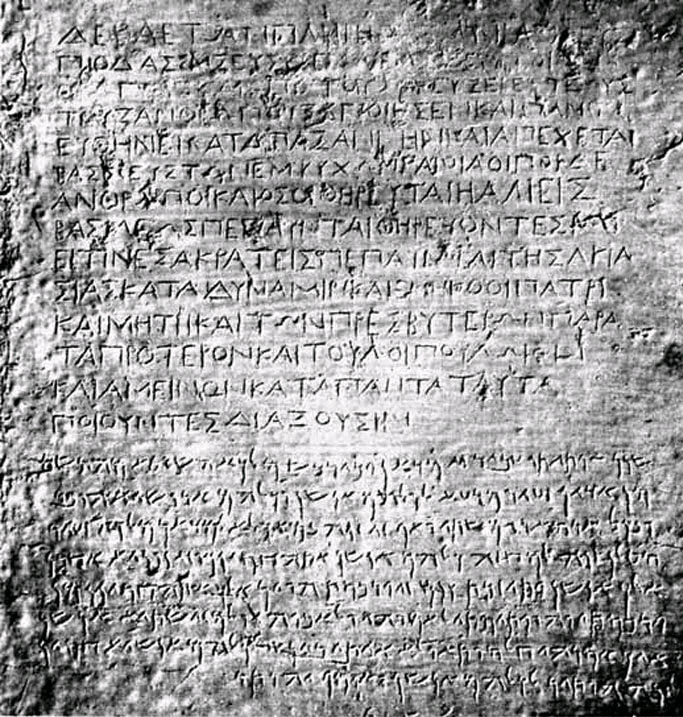
Certs registres literaris suggereixen que en ocasions l'Índia ha interactuat utilitzant idiomes d'altres civilitzacions antigues. La inscripció és de l'emperador indi Ashoka, tallada en roca cap a l'any 250 a. C., trobada a l'Afganistan. Les inscripcions són en grec i arameu, contenint idees de no violència contra homes i éssers vius.

El sànscrit rigvèdic és un dels més antics registres d'un idioma indoari, i és un dels més antics registres de la família d'idiomes indoeuropeus. El descobriment del sànscrit per part dels primers exploradors europeus de l'Índia va conduir al desenvolupament de la filologia comparativa. Els intel·lectuals del segle xviii van quedar sorpresos per la gran similitud del sànscrit, tant pel que fa a gramàtica com vocabulari, amb les llengües clàssiques europees. Importants estudis científics posteriors han permès determinar que el sànscrit i molts idiomes indis derivats corresponen a una família que inclou l'anglès, alemany, francès, italià, espanyol, celta, grec, bàltic, armeni, persa, tokhari i altres idiomes indoeuropeus.
L'evolució de l'idioma a l'Índia pot ser estudiat en tres períodes: antic, mitjà i indoari modern. La forma clàssica de l'indoari antic era el sànscrit, una llengua polida, conreada i correcta, en comparació amb el pràcrit - l'idioma pràctic de les masses de migrants que evolucionava sense importar una pronunciació o gramàtica correcta, l'estructura del llenguatge canviant en la mesura que aquestes masses s'entremesclaven, s'assentaven en terres noves i adoptaven paraules de pobles que tenien els seus propis idiomes nadius. El pràcrit va esdevenir l'indoari mitjà, que va donar lloc al pali (l'idioma dels primers budistes i de l'era Ashoka cap al 200-300 aC), al pràcrit (l'idioma dels filòsofs jainistes) i a l'apabhramsa (l'idioma barreja en les etapes finals de l'indoari mitjà). Els estudiosos sostenen que és l'apabhramsa, el que es desenvolupa donant lloc a l'hindi, gujarati, bengalí, marathi, punjabi i molts altres idiomes en ús en l'actualitat al nord, est i oest de l'Índia. Tots aquests idiomes indis posseeixen arrels i estructures similars a les del sànscrit, entre si i amb altres idiomes indoeuropeus. Per tant, es pot concloure que a l'Índia hi ha un registre continu de 3.000 anys d'història lingüística que s'ha preservat en documents històrics. Això permet als estudiosos analitzar l'evolució dels idiomes i observar com mitjançant canvis tot just perceptibles entre generació i generació, un idioma original s'altera donant lloc a idiomes descendents que difícilment siguin reconeixibles com a branques d'un mateix tronc.
El sànscrit ha tingut un impacte molt important en els idiomes i la literatura de l'Índia. L'hindi, l'idioma més parlat de l'Índia, és un «registre sanscritanitzat» del dialecte khariboli. A més, tots els idiomes indoaris moderns, els idiomes munda i els idiomes dravídics, han pres moltes paraules sigui en forma directa del sànscrit (paraules tatsama), o indirectament mitjançant idiomes indoaris de transició o mitjans (paraules tadbhava). S'estima que les paraules originàries del sànscrit constitueixen aproximadament el 50% del vocabulari dels idiomes indoaris moderns, i les formes literàries de telugu (dravídic), malaiàlam i canarès. El bengalí prové dels idiomes indis mitjans orientals, i les seves arrels es poden rastrejar fins al segle v aC, en l'idioma ardhamagadhi.
L'idioma tàmil, una de les principals llengües clàssiques de l'Índia, descendeix dels idiomes protodravídics, que eren parlats cap al II mil·lenni a. C. a l'Índia peninsular. La literatura tàmil ha existit durant més de dos mil anys i els registres epigràfics més antics es remunten al segle iii aC.
L'idioma canarès, un altre important idioma clàssic dravídic, es troba registrat mitjançant epígrafs del I mil·lenni a. C., i va aflorar pel que fa a la producció literària del kanarès (kannada) antic durant la dinastia Rashtrakuta cap als segles IX i X. Hi ha qui sosté que com a llenguatge parlat podria ser més antic que el tàmil a causa de l'existència de paraules que posseeixen formes més primitives que en tàmil. El canarès preantic (o purava hazhe-gannada) era el llenguatge de Banavasi al començament de l'era comuna, en els períodes Satavahana i Kadamba i, per tant, té més de 2.000 anys d'antiguitat.
A més dels idiomes indoeuropeus i dravídics, a l'Índia també s'utilitzen idiomes austroasiàtics i tibeto-burmans. Estudis del genoma dels grups ètnics de l'Índia indiquen que és probable que els primitius colons de l'Índia fossin tribus austroasiàtiques. L'idioma a l'Índia i la fusió cultural no es deu només a grans migracions d'indoaris des de l'Àsia central i Euràsia occidental pel nord-oest, els estudis del genoma indiquen que una gran onada humana possiblement va fer el seu ingrés a l'Índia fa molt de temps, pel nord-est, juntament amb poblacions tribals d'origen tibeto-burmà. No obstant això, estudis del genoma de distàncies FST suggereixen que l'Himàlaia del nord-est va servir de barrera, en els últims 5.000 anys, tant per les migracions humanes com per les mixtes. Els idiomes que es parlen en aquesta part de l'Índia comprenen l'austroasiàtic (per exemple khasi) i el tibeto-burmà (per exemple nishi).

### Literatura
Les primeres obres de la literatura índia van ser transmeses originalment de manera oral, sent recopilades en escrits alguns segles més tard. Aquestes obres inclouen textos de la literatura sànscrita - com ara els primers Veda, les epopeies Majabharata i Ramaiana, el drama Abhijñanasakuntalam («el reconeixement de Sakuntala») i poesies com els Maja-kavia i textos de la literatura sangam, en idioma tàmil.

#### Epopeies

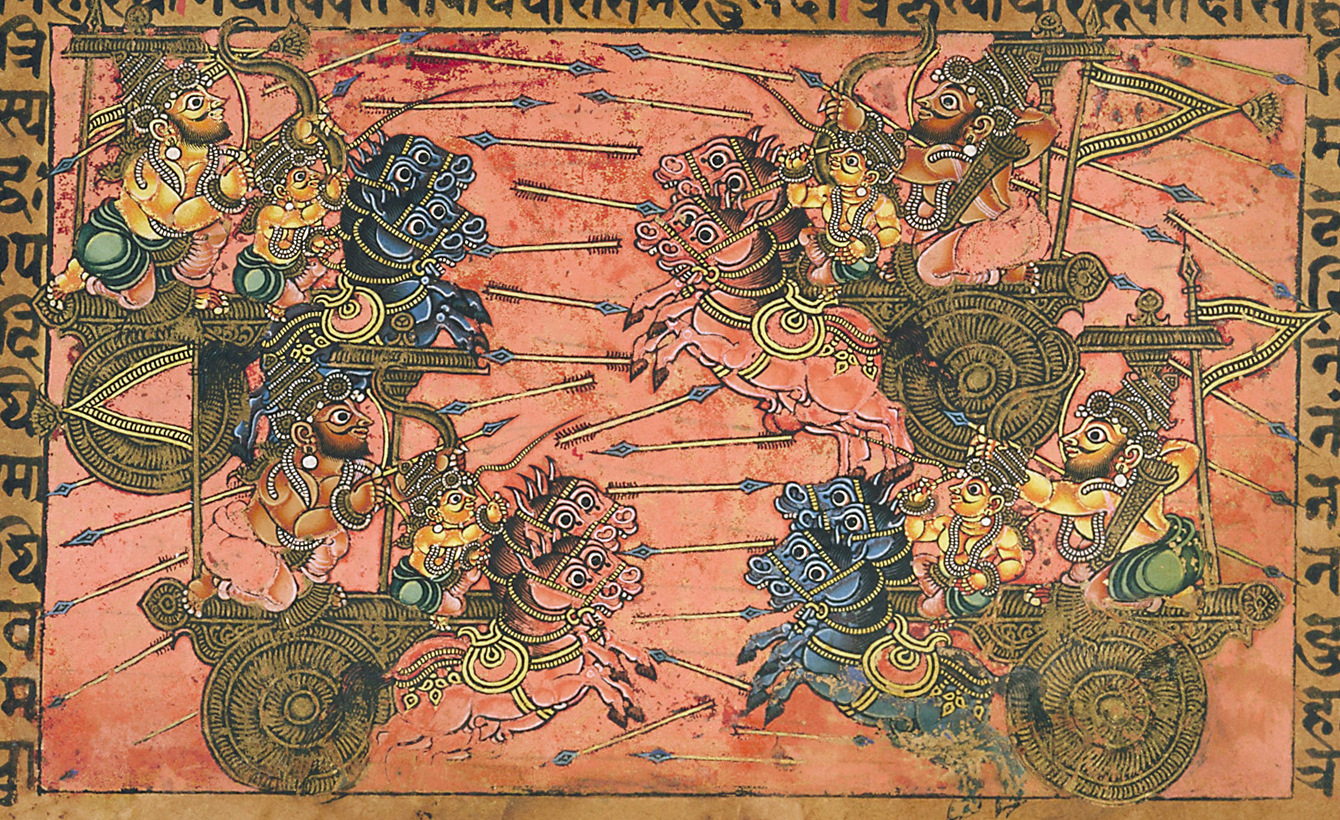
Il·lustració d'un manuscrit de la Batalla de Kurukshetra.

El Rāmāyaṇa i el Mahābhārata són les dues epopeies més difoses i antigues de l'Índia. S'han adaptat versions d'aquestes epopeies en alguns països del sud-est asiàtic com ara a Tailàndia, Malàisia i Indonèsia.
El Rāmāyaṇa consta de 24.000 versos, i explica la història de Rama (una encarnació o avatar del déu hinduista Vixnu), l'esposa del qual, Sita, va ser segrestada per Ravana, el rei dimoni de Lanka. Aquesta epopeia va tenir un paper clau en establir el paper de dharma com una força model de l'estil de vida hinduista.
Les parts més antigues de l'extensíssim text del Mahābhārata són anteriors al 400 aC i s'estima que va prendre la seva forma final cap a començaments del període Gupta (segle iv). Altres variacions regionals d'aquestes, així com algunes epopeies no relacionades amb aquestes, són el Rama-avataram (en tàmil), el Pampa-bharata (en canarès), Rama-Charita-Manasa (en hindi), i el Adhyathma-ramaianam (en malaiàlam).
A més de les dues grans epopeies índies, hi ha quatre importants epopeies escrites en tàmil: el Silappatikaram, el Manimekalai, el Chivaka-Chintamani i el Valayapathi.

#### Evolució posterior
En el període medieval va fer la seva aparició la literatura en canarès i telugu, als segles V i XI respectivament. Posteriorment, la literatura va començar a manifestar-se en diferents idiomes com ara marathi, bengalí, diversos dialectes de l'hindi, persa i urdú.
Al començament del segle xx, el poeta bengalí Rabindranath Tagore va guanyar el premi Nobel de literatura el 1913, sent la primera persona de l'Índia en rebre un premi Nobel. En la literatura índia contemporània, hi ha dos premis importants; aquests són el Sahitya Akademi Fellowship i el Jnanpith Award. En tots dos premis els escriptors poden expressar-se en qualsevol de les llengües oficials de l'Índia.

## Arts d'escena

### Dansa
| «                                                                   | Deixin que el teatre i la dansa (nātya) siguin la cinquena escriptura vèdica. Combinades amb una història èpica, propugnaran la virtut, riquesa, alegria i llibertat espiritual, allotjaran el significat de cada escriptura, i impulsaran tot tipus d'art. | » |
| — Capítol primer del Nātyaśāstra, entre el 200 a. C. i el 200 d. C. | |   |

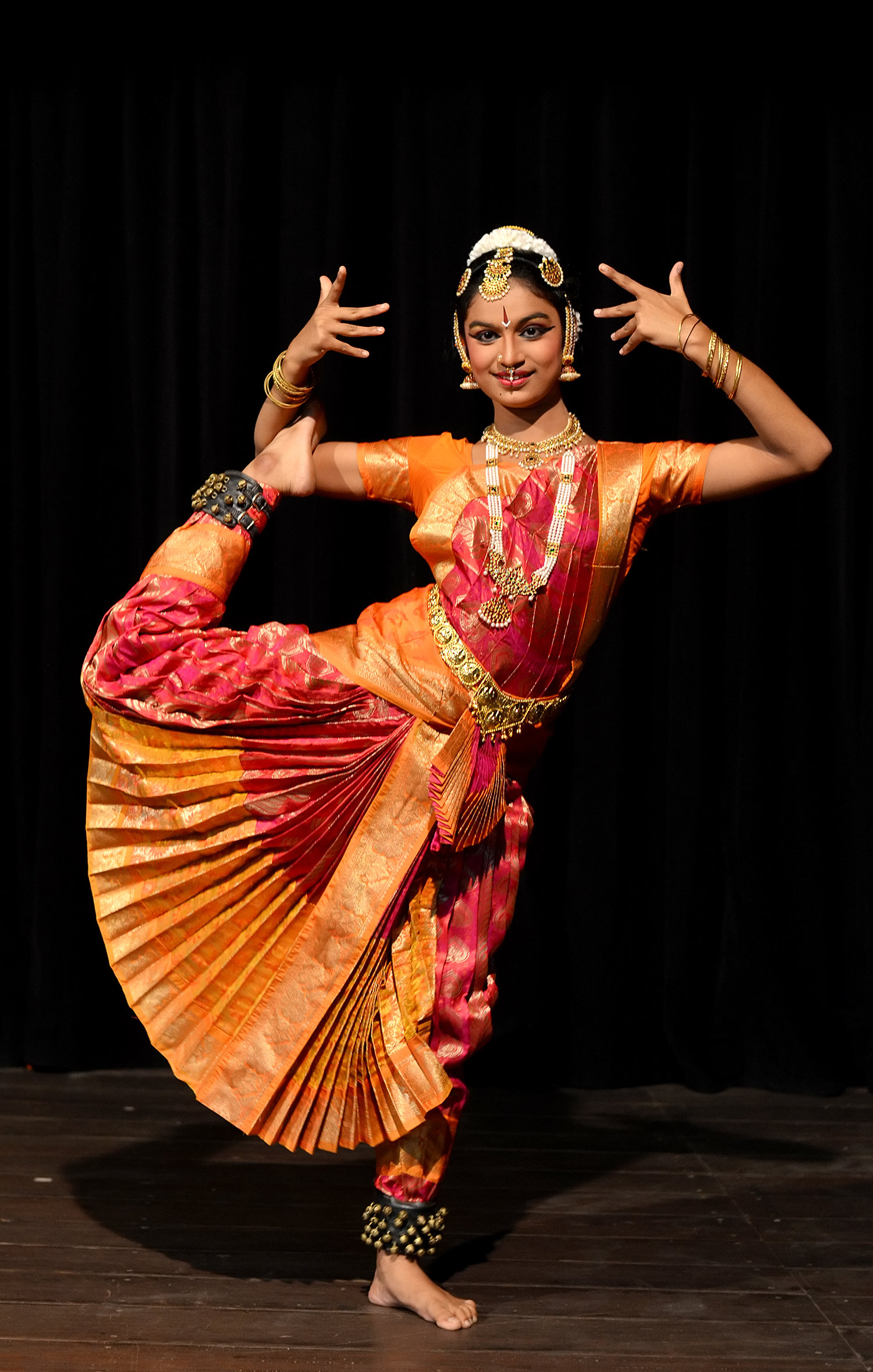
Bharata Natyam

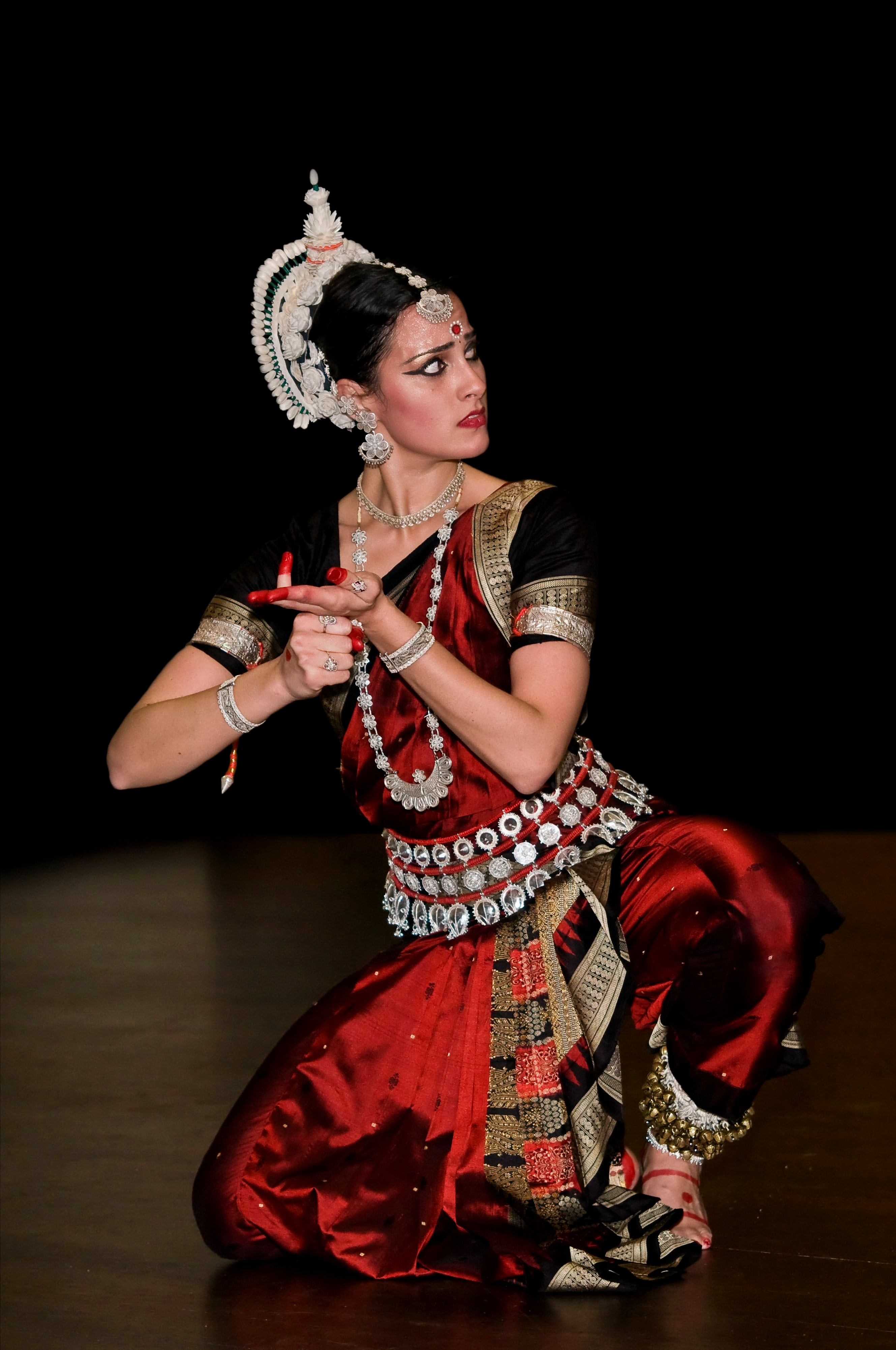
Dansa odissi.

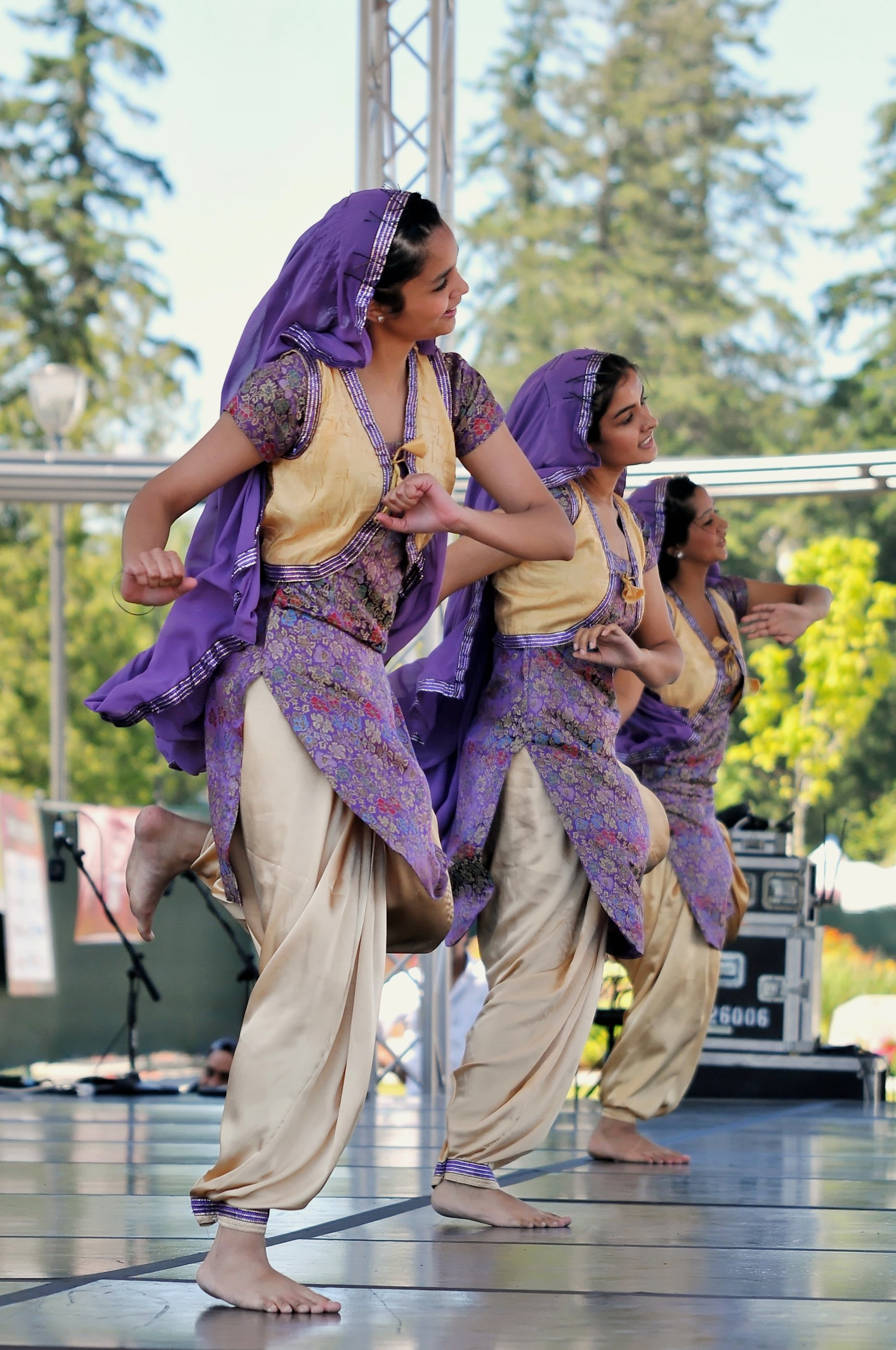
Dansa popular bhangra

Índia ha tingut des de sempre un profund interès en l'art de la dansa. El Natia-sastra («l'art de la dansa») i el Abhinaia-Darpana («mirall del gest») són dos documents sànscrits que han arribat fins als nostres dies. S'estima que daten del 200 aC al 300 dC.
L'art de la dansa a l'Índia tal com és ensenyat en aquests llibres antics, segons Ragini Devi, és expressió de la bellesa interior i la divinitat en l'home. És un art deliberat, res queda lliurat a l'atzar, cada gest busca transmetre idees, cada expressió facial les emocions.
La dansa a l'Índia comprèn vuit formes de dansa clàssica, moltes amb formes narratives d'elements mitològics. Les vuit formes clàssiques a les que l'Acadèmia nacional de música, dansa i teatre de l'Índia els reconeix l'estatus de danses clàssiques són: bharatanatyam de l'estat de Tamil Nadu, kathak d'Uttar Pradesh, kathakali i mohiniattam de Kerala, kuchipudi d'Andhra Pradesh, yakshagana de Karnataka, manipuri de Manipur, odissi (orissi) de l'estat d'Orissa i la sattriya d'Assam.
A més de les formes de dansa formals, les regions de l'Índia posseeixen destacades formes lliures, en una tradició de danses folklòriques. Entre les danses folklòriques de l'Índia hi ha la bhangra de Panjab, el Bihu d'Assam, el zeliang de Nagaland, la Chhau de Jharkhand, els qauwwalis, birhas i charkulas d'Uttar Pradesh, el jat-Jatin i saturi de Bihar, la odissi d'Orissa, la ghoomar de Rajasthan, la Dandiya i garba de Gujarat, la kolattam d'Andhra Pradesh, la yakshagana de Karnataka, la Lavani de Maharashtra i la Dekhnni de Goa.
En èpoques recents s'han adoptat formes internacionals de dansa, particularment en centres urbans de l'Índia, i s'han estès les danses clàssiques de la comunitat cristiana de Kerala, relatant històries de la Bíblia.

### Teatre
El teatre posseeix a l'Índia una llarga història juntament amb la seva música i dansa. Les obres de Kalidasa com ara Shakuntala i Meghadoota són algunes de les obres més antigues, juntament amb les de Bhasa. Una de les tradicions més antigues del món que ha sobreviscut és el Kutiyattam de Kerala que es remunta a fa 2.000 anys i que segueix de forma estricta el Natya Shastra. A Nātyāchārya Māni Mādhava Chākyār se li atorga el crèdit de reviure de l'extinció la tradició teatral antiga. Era conegut pel seu domini del Rasa Abhinaya. Va començar a representar obres Kalidasa com ara els Abhijñānaśākuntala, Vikramorvaśīya i Mālavikāgnimitra; també els Swapnavāsavadatta i Pancharātra de Bhasa; i el Nagananda de Harsha.

### Música

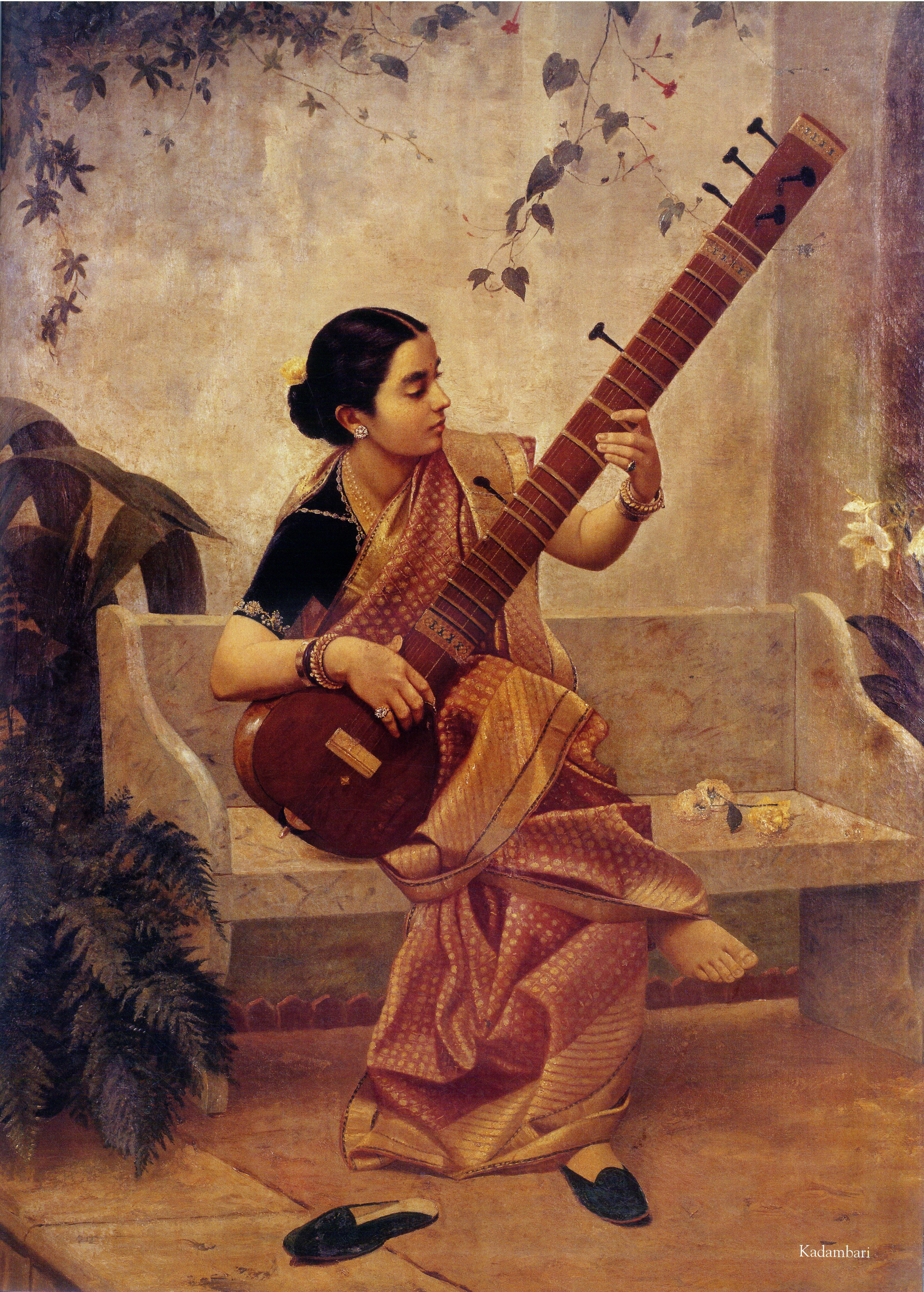
Dona tocant un sitar, instrument de cordes de l'Índia molt versàtil amb so delicat i brillant, apropiat per a expressar el lent desenvolupament dels ragas així com per servir a la interpretació virtuosa.

La música és una part integral de la cultura de l'Índia. El Natyasastra, un text sànscrit de 2.000 anys d'antiguitat, descriu cinc sistemes de taxonomia per classificar els instruments musicals. Un d'aquests sistemes indis antics classifica els instruments musicals en quatre grups d'acord amb quatre fonts primàries de vibració: cordes, membranes, címbals i aire. Segons Reis Flora, això és similar a la teoria occidental d'organologia. Els arqueòlegs han descobert a les terres altes d'Orissa un litòfon amb vint claus construït de basalt acuradament polit, que posseeix més de 3.000 anys d'antiguitat.
Els exemples més antics que s'han preservat de música índia són les melodies del Sama-veda (1000 aC), que encara són cantades en certs sacrificis vèdics srauta; aquests constitueixen el registre més antic d'himnes musicals indis. Aquests proposaven una estructura tonal consistent en set notes, les que s'anomenaven, en ordre descendent, krusht, pratham, dwitiya, tritiya, chaturth, mandra i atiswār. Aquestes es refereixen a les notes de la flauta, que era l'únic instrument de freqüència fixa. El Sama-veda i altres textos hinduistes van influir en gran manera en la tradició musical clàssica de l'Índia, la qual en l'actualitat posseeix dos estils distintius: música carnàtica i música indostana. Els sistemes musicals d'ambdós tipus de música es basen en una base melòdica (denominat raga), cantada en un cicle rítmic (denominat tala); aquests principis van ser refinats en el text Natia-sastressa (200 aC) i el Dattilam (300 dC).
La música actual de l'Índia inclou múltiples varietats de tipus de músiques religiosa, clàssica, folklòrica, popular i música pop.
Les formes prominents de la música contemporània de l'Índia són filmi i indipop. Filmi abasta una àmplia varietat de música escrita i executada en les produccions cinematogràfiques, principalment de Bollywood, i representa més del 70% de totes les vendes de música al país. Indipop és un dels estils més populars de música de l'Índia el qual és una fusió de folk indi, música clàssica o música sufí amb tradicions musicals occidentals.

## Arts visuals

### Pintura

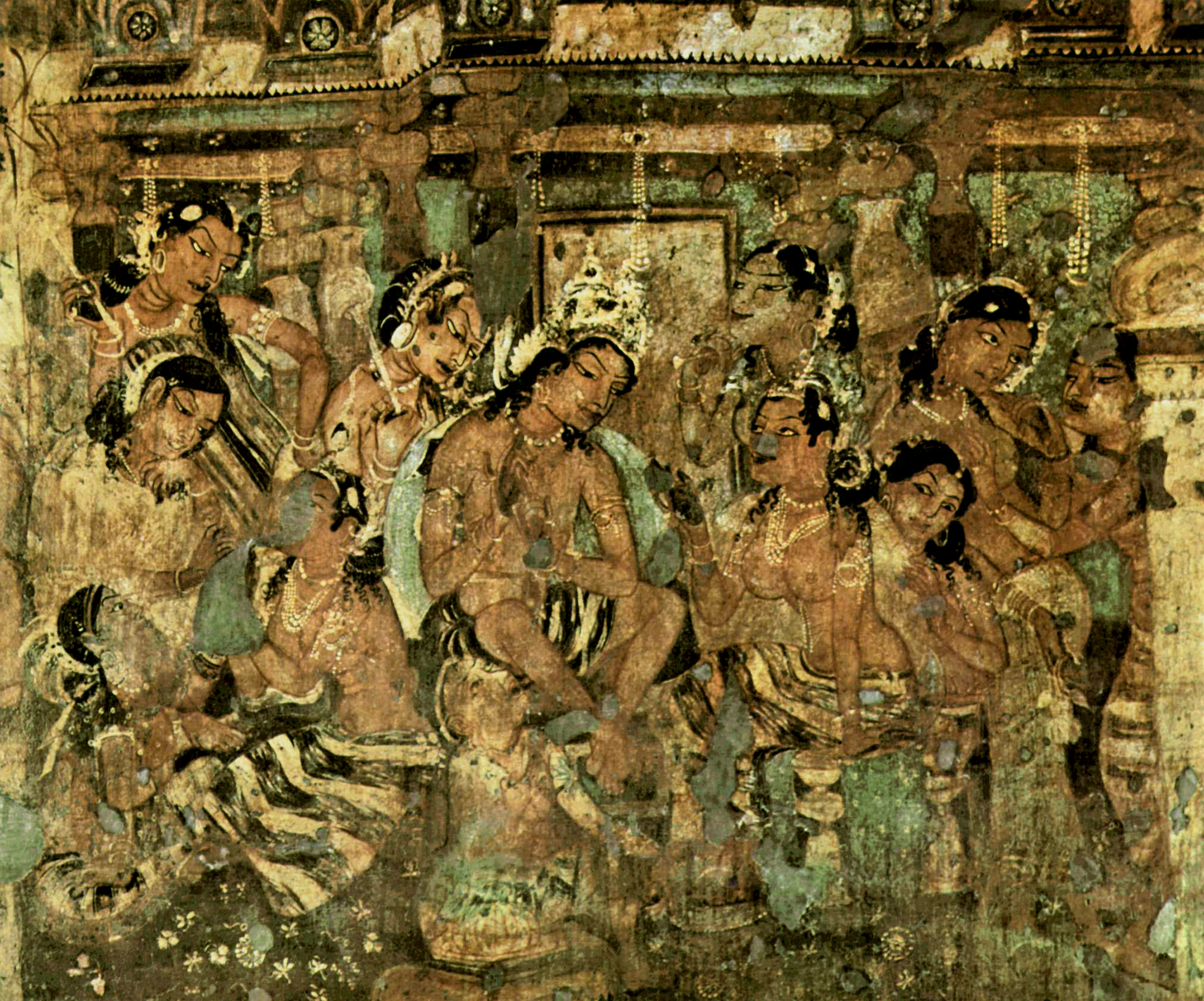
Els contes de Jataka de les coves d'Ajanta.

Les pintures més antigues de l'Índia són les pintures en roca d'època prehistòrica, els petròglifs. Era comú que a les llars es pintés a la zona de la porta d'accés o cambres internes en les quals s'allotjaven els hostes.
Les pintures a les coves d'Ajanta, Bagh, Ellora i Sittanavasal i pintures en temples mostren la preferència pel naturalisme. La majoria de l'art antic i medieval de l'Índia és hinduista, budista o jainista. Encara és possible observar un tipus de disseny fresc produït utilitzant farina acolorida (Rangoli) amb el qual es decora la zona d'entrada de la majoria de les cases a la zona sud de l'Índia. Raja Ravi Varma és un dels pintors clàssics destacats de l'època medieval a l'Índia.
Entre els estils de pintura destacats de l'art de l'Índia es troben el Madhubani, Mysore, Rajput, Tanjore, Mughal; mentre que Nandalal Bose, MF Husain, SH Raça, Geeta Vadhera, Jamini Roy i B.Venkatappa són alguns dels pintors moderns. Entre els pintors de començaments del segle xxi, Atul Dodiya, Bose Krishnamacnahri, Devajyoti Ray i Shibu Natesan representen una nova era de l'art de l'Índia en la qual l'art global s'amalgama amb estils clàssics de l'Índia.

### Escultura

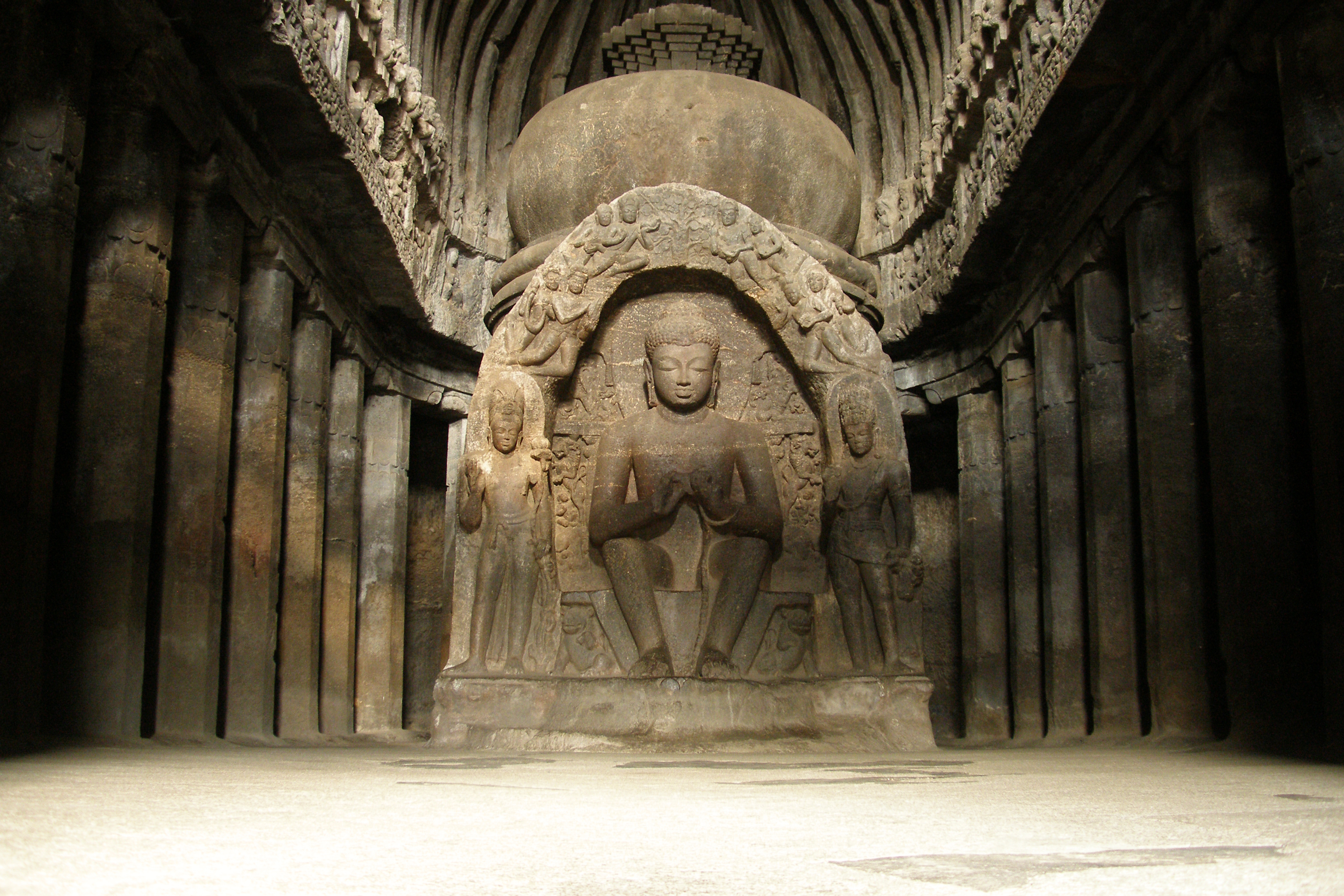
La cova budista Vishvakarma del a Ellora, Maharashtra.

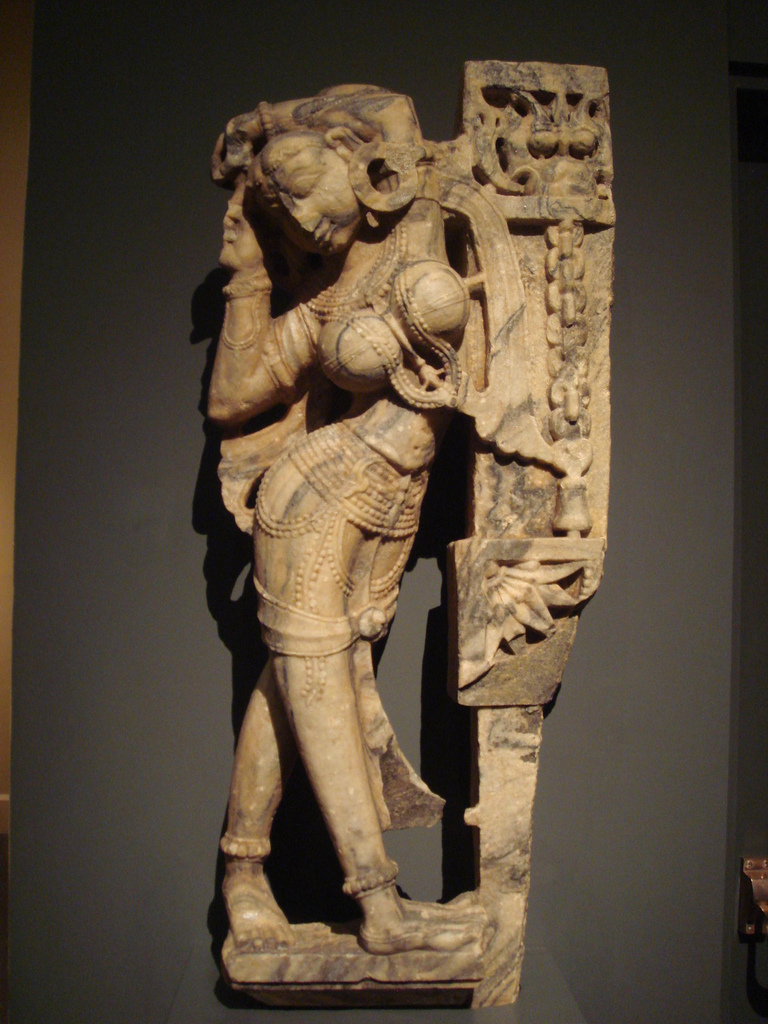
Escultura en marbre d'una dona, c. 1450, Rajasthan.

Les escultures més antigues de l'Índia es remunten a la civilització de la vall de l'Indus, on s'han descobert figures de roca i bronze. Posteriorment, en la mesura que es van desenvolupar l'hinduisme, el budisme i el jainisme, l'Índia va produir bronzes extremadament elaborats com també talles de temples. Alguns grans santuaris, com ara el de Ellora van ser tallats a roca sòlida.
Les escultures realitzades al nord-oest, en estuc, esquist, o argila, presenten una forta barreja d'influència índia i hel·lenística o fins i tot possiblement influència grecoromana. Gairebé simultàniament es van realitzar les escultures rosades en pedra sorrenca de Mathura. Durant el període Gupta (segles IV al VI) l'escultura va aconseguir un elevat estàndard d'execució i delicadesa en el modelatge. Aquests estils i altres en altres parts de l'Índia van evolucionar conduint a establir l'art clàssic de l'Índia que va donar lloc a l'escultura budista i hinduista del sud-est i est d'Àsia.

### Arquitectura

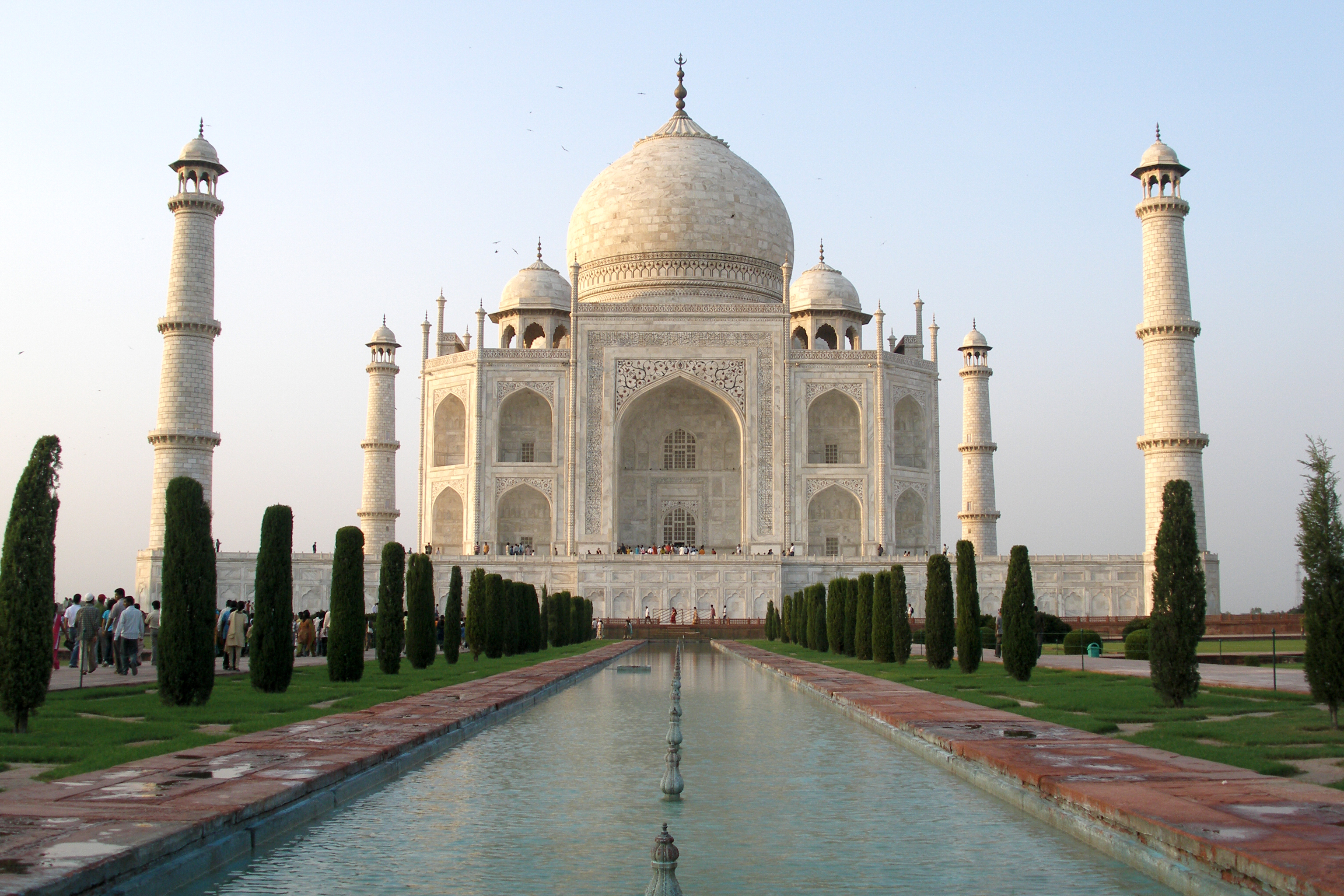
El Taj Mahal a Agra és considerat una «meravella arquitectònica incomparable», sent un exemple de l'arquitectura Indo-Islàmica. Una de las set meravelles.

L'arquitectura índia comprèn un ampli espectre d'expressions que abasten el temps i l'espai, permanentment absorbint noves idees. El resultat és un espectre de producció arquitectònica en evolució que no obstant això manté una certa continuïtat al llarg de la història. Algunes de les seves produccions més antigues es troben a la cultura de la vall del riu Indus (del 2600 al 1900 aC) la qual es caracteritza per ciutats i cases acuradament planificades. La religió i la reialesa no sembla pas que hagin exercit un paper important en la planificació i diagramació d'aquests poblats.
Durant els imperis maurya i gupta i els seus successors, es van construir diversos complexos arquitectònics budistes, com ara les coves d'Ajanta i Ellora i el stupa monumental de Sanchi. Posteriorment, al sud de l'Índia es van construir diversos temples hinduistes, com ara el temple Chennakesava (a Belur), el temple Hoysaleswara (a Halebidu), el temple Kesava (a Somanathapura), el temple Brihadeeswara (a Thanjavur), el temple de Súria (a Konark), el temple Sri Ranganathaswami (a Srirangam), i el stupa de Buda (Chinna Lanja Dibba i Vikramarka Kota Dibba, a Bhattiprolu). Angkor Wat, Borobudur i altres temples budistes i hinduistes són mostres de la gran influència índia sobre l'arquitectura del sud-est d'Àsia, ja que ha estat construïts en estils gairebé idèntics a les de les construccions religioses tradicionals de l'Índia. També abunden temples jainistes, generalment construïts amb el patrocini de devots d'aquesta religió.
El sistema tradicional denominat Vaastu Shastra és la versió índia del Fengshui; influeix sobre la planificació, arquitectura i ergonomia. No és clar quin dels dos sistemes és més antic, però posseeixen certes similituds. L'ús del Feng Shui es troba més difós pel món. Tot i que el Vaastu és conceptualment similar al Feng Shui en el fet que també tracta d'harmonitzar el flux d'energia (també anomenat força de la vida o prana en sànscrit i txi en xinès i japonès) per la llar, es diferencia pel que fa als detalls, com ara les ordres exactes sobre com s'han d'ubicar els diversos objectes, habitacions, materials, etc.
Amb l'adveniment de la influència islàmica per l'oest, l'arquitectura de l'Índia es va adaptar per a possibilitar les tradicions de la nova religió. Fatehpur Sikri, Taj Mahal, Gol Gumbaz, Qutub Minar, Red Fort de Delhi són obres d'aquesta època, i sovint són utilitzades com a símbols o estereotips de l'Índia. Durant la dominació colonial per part de l'imperi Britànic es va desenvolupar l'estil Indo-Saracè, i la barreja de diversos altres estils, com ara el gòtic europeu. El Victoria Memorial o la Chhatrapati Shivaji Terminus en són dos exemples.

## Esports i arts marcials

### Esports

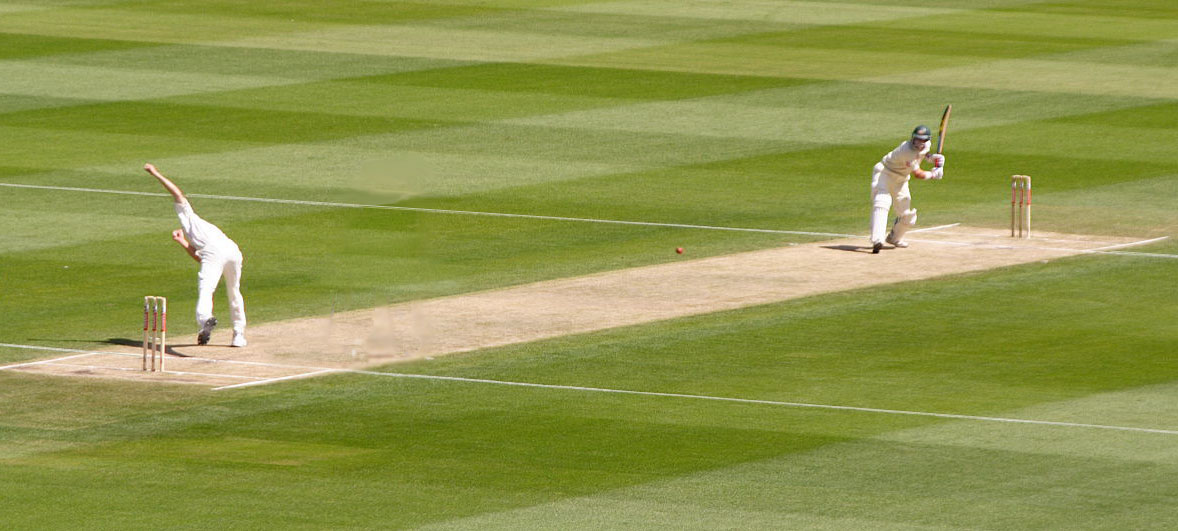
El criquet va ser introduït a l'Índia per l'Imperi britànic. Actualment és l'esport més popular del país.

L'hoquei sobre herba és l'esport nacional de l'Índia. El 1975, la selecció nacional índia va guanyar la Copa del món masculina, i també va guanyar 8 medalles d'or, 1 de plata i 2 de bronze en diferents Jocs olímpics. Actualment, però, aquest esport ja no és tan popular al país. El criquet és considerat l'esport més seguit a l'Índia. La selecció nacional va guanyar la Copa del món el 1983 i del 2011. El futbol és popular a l'estat de West Bengal. Els escacs es creu que es van originar al nord-est del país durant l'Imperi Gupta, al segle xi, quan la forma primitiva dels escacs s'anomenava chaturanga.

### Arts marcials

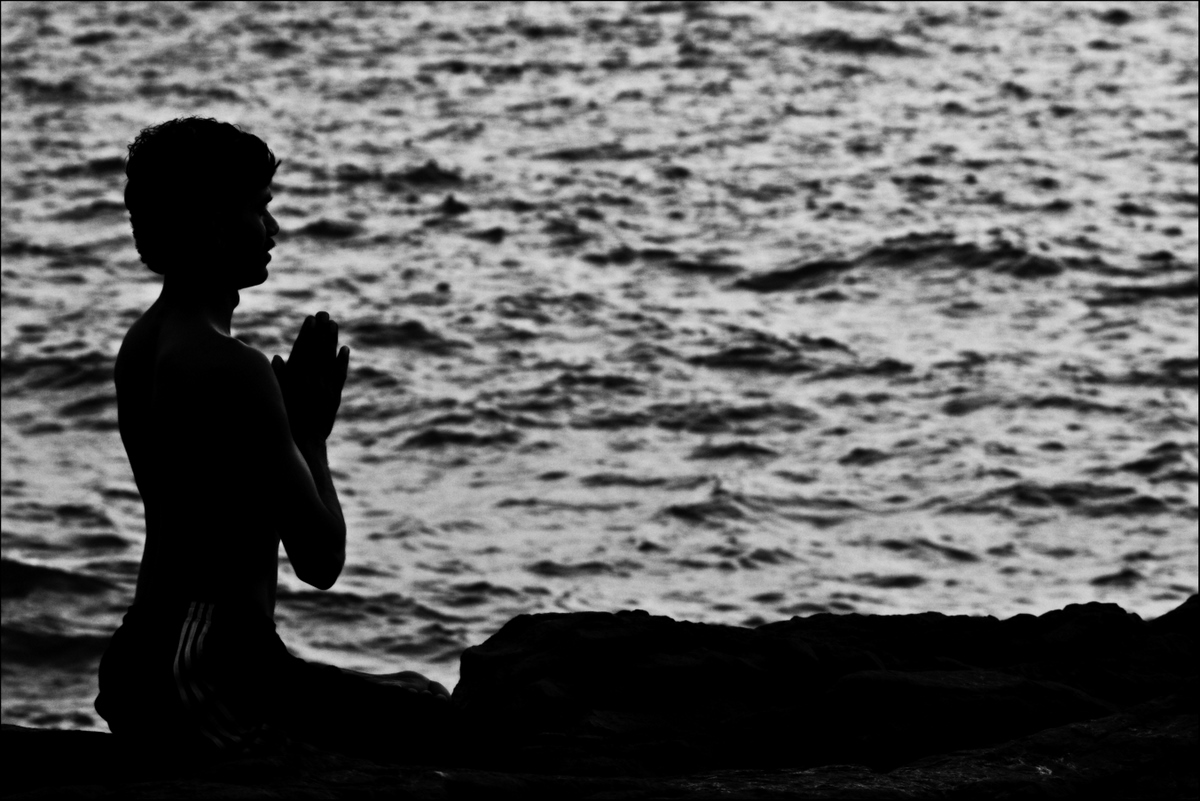
El ioga té el seu origen a l'Índia.

Una de les formes més conegudes d'arts marcials antigues índies és el Kalarippayattu de Kerala. Aquest estil de lluita es va originar al sud del país el segle xii aC i se'l considera com una de les formes més antigues d'arts marcials que encara es practiquen. També és famós el Silambam, que es va desenvolupar cap a l'any 200; es va originar durant el període Sangam al sud de l'Índia.
Als estats de l'est, el Paika akhada és una forma d'art marcial a l'estat d'Odisha. Es pot traduir com a «escola de guerrers». Actualment, el paika akhada ensenya exercicis físics i arts marcials juntament amb la dansa paika, que consisteix en moviments rítmics i armes colpejant tambors.
Al nord de l'Índia, el Musti yuddha es va originar cap a l'any 1100 i se centra en la ment, en el físic i l'entrenament espiritual. Un factor diferencial de les arts marcials de l'Índia és l'èmfasi que es posa en la meditació (dhyāna) per desfer la por, el dubte o l'ansietat.
El ioga té el seu origen a l'Índia, concretament al segle iii aC. El Patañjali, en els llibres antics indis, afirma que l'objectiu del ioga és el de concentrar-se en un mateix, reflexionar, conèixer i expressar l'interior d'un mateix.

## Cinema

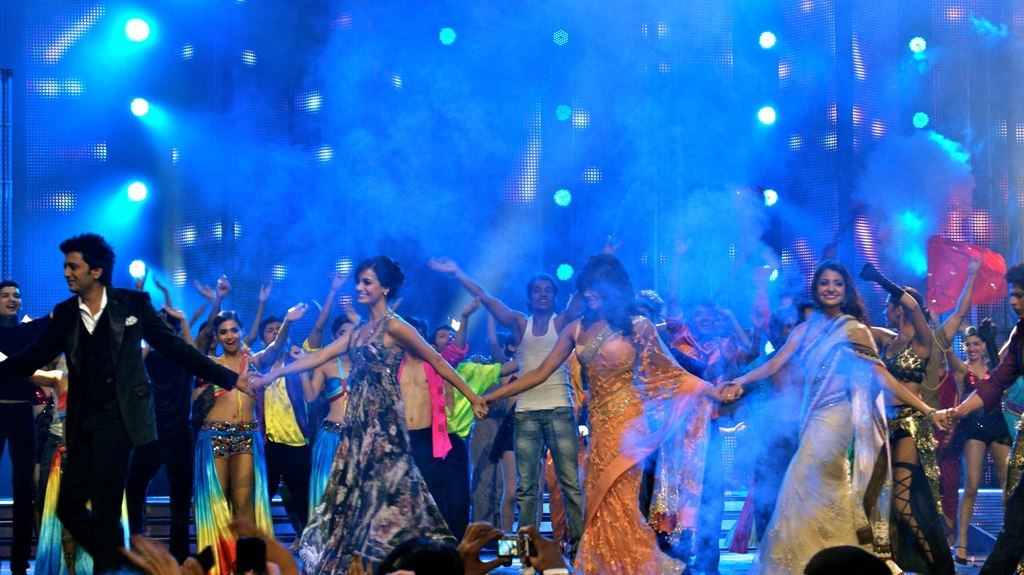
Actors de Bollywood als International Indian Film Academy Awards, Toronto 2011

Bollywood és el nom informal amb el que es coneix la indústria cinematogràfica de Mumbai, a l'Índia. Bollywood i altres grans centres de producció de pel·lícules (Bengali, Oriya, Kannada, Malayalam, Marathi, Tamil, Punjabi, Telugu) constitueixen la gran indústria cinematogràfica del país, la qual és la més gran del món en nombre de pel·lícules produïdes i d'entrades venudes.
De l'Índia n'han sortit nombrosos directors de cinema, com Satyajit Ray, K. Vishwanath, Bapu, Ritwik Ghatak, Guru Dutt, K. Vishwanath, Adoor Gopalakrishnan, Shaji N. Karun, Girish Kasaravalli, Shekhar Kapoor, Hrishikesh Mukherjee, Shankar Nag, Girish Karnad, G. V. Iyer, Maniratnam, K. Balachandhar, etc.
Amb el boom econòmic del país dels darrers anys i la consegüent exposició al cinema internacional, les influències estrangeres han canviat el panorama cinematogràfic indi, canviant els gustos dels espectadors i construint nombrosos multicines en la majoria de ciutats en detriment de les sales tradicionals.